# سبزوار
سَبزِوار ()دومین شهر وسیع استان‌های خراسان، پایتخت حکومت سربداران به عنوان بزرگ‌ترین جنبش ظلم ستیزی و عدالتخواهی ایرانیان در برابر بیگانگان، پایتخت نثر فارسی، پایتخت زیره سبز ایران و جهان
قطب فرهنگی خراسان بزرگ، یکی از نمادهای تاریخ و علم ایران، شهر دیرینه‌های پایدار و دانشوران بیدار، مهد هندبال ایران، از قطب‌های ممتازِ تجارت و اقتصاد در ایران، یکی ازتمیزترین و پاک‌ترین و پراکسیژن‌ترین شهرهای ایران، از شهرهای راه ابریشم، مهم‌ترین شهر ارتباطی شرق ایران (۵ راه اصلی)، مرکز شهرستان سبزوار و وسیع‌ترین و پرجمعیت‌ترین شهر غرب استان خراسان است. سبزوار با نام‌های باستانی و تاریخی ساسویه، ساسان‌آباد، بیهق و سربداراناز مهم‌ترین مراکز جمعیتی، دانشگاهی، فرهنگی، تجاری، ارتباطی، اسلامی و تاریخی، شرق ایران محسوب می‌گردد. مراکز علمی و دانشگاهی و همچنین حوزه‌های علمیهٔ این شهر از قدمتی دیرینه برخوردارند. مدرسه فخریه به عنوان قدیمی‌ترین مدرسه ایران در این شهر واقع شده است. دانشگاه علوم پزشکی، دانشگاه فرهنگیان، دانشگاه حکیم سبزواری،دانشگاه ملی مهارت و دانشگاه آزاد اسلامی دانشگاه‌های مهم این شهر می‌باشند. هم‌اکنون ۱۴ دانشگاه و مؤسسهٔ آموزش عالی بزرگ در این شهر مشغول به کار می‌باشند. پس از حملهٔ مغول به سلطنت خوارزمشاه، حکومت سربداران ایجاد گردید که رهبری سیاسی و نظامی آن‌ها را عبدالرزاق باشتینی و رهبری مذهبی و معنوی‌شان را شیخ خلیفهٔ مازندرانی بر عهده داشت. مدتی بر قسمت‌هایی از ایران حکومت کرد و مرکز این حکومت سبزوار بود. حکومت سربداران اولین حکومت با گرایش شیعهٔ دوازده‌امامی در ایران بود.
بحران آب و برق باعث شده مردم سبزوار برای دومین روز پیاپی در سه‌شنبه ۳۱ تیر ۱۴۰۴ به خیابان‌ها بریزند. ایران درگیر یکی از شدیدترین کمبودهای منابع آبی به‌ویژه در استان‌های خشک جنوب کشور در سال‌های اخیر است. عوامل این بحران، ترکیبی از مدیریت نادرست، برداشت بی‌رویه از منابع زیرزمینی و تشدید تأثیرات تغییرات اقلیمی عنوان شده‌اند.

## نام سبزوار
نام قدیم سبزوار، بیهق است. بیهق را پیش از اسلام، «بیهه» یا بیهین یا بیهگ (یعنی جای نیکو یا بهترین ناحیه در این منطقه از مشرق ایران در عصر ساسانی) می‌گفته‌اند. «بیهه» که میان نیشابور در مشرق و قومس در مغرب، واقع بوده است، بر سر راه ابریشم (از چین تا مدیترانه) قرار داشته و به عنوان یکی از مراکز تمدنی ایرانی پیش از اسلام مخصوصاً در عصر اشکانیان و ساسانیان آباد بوده است که بعدها آن را سبزوار خواندند.

در تاریخ بیهق آمده است: و سبزوار شهری بزرگ شد با انواع درخت میوه‌دار و سایه‌بخش، پس مردمان آن را سابزوار نوشتند و گفتند سبزوار کجنات تجری من تحت‌الانهار.

### سیر حیات تاریخی
فتوح‌البلدان تألیف احمد بلاذری (درگذشته به ۲۷۹ هجری) یکی از کهن‌ترین منابعی است که از بیهق نام برده؛ در بخشی از این کتاب که از فتح خراسان به دست سپاهیان ابن عامر، در حدود ۳۰ یا ۳۱ هجری خبر می‌دهد و در مورد فتح رستاق بیهق نوشته است که ابن عامر، گروهی را به فرماندهی فردی به نام اسود بن کلثوم عدوی برای فتح بیهق فرستاد. و ادامه می‌دهد که بیهق، از رستاق‌های نیشابور است. در نیمه اول قرن دوم هجری، یحیی بن زید علوی از این ناحیه به خونخواهی پدرش قیام کرد و سرانجام در جوزجان به دست نصر بن سیار، کشته شد. منابع تاریخی از همراهی اهالی بیهق با نیروهای احمد بن عبدالله خُجستانی بر ضد صفاریان خبر می‌دهند. در حدود ۴۷۶ هجری، روستای طرز شاهد حضور حسن صباح برای دعوت مردم به کیش خود این منطقه بود؛ اسماعیلیان مدتی در این منطقه فعالیت داشتند و گسیل نیروهای نظامی در سال ۵۲۰ هجری و در زمان سنجر سلجوقی، حضور آنان را در بیهق رقم زد. بیهق، در نیمه سده ششم بیهق با هجوم غزها و غارت و قحطی ناشی از آن دست به گریبان بود. همچنین تاریخ‌نگاران بر آبادانی و رونق فعالیت‌های کشاورزی، تولید برخی مصنوعات و وجود معدن‌های طلا و مس در این منطقه اشاره نموده‌اند؛ و سرانجام در سال ۶۱۷ هجری، ناحیهٔ بیهق همچون سایر نواحی خراسان، با کشتارگری و غارت مغولان رو به رو شد و آسیب‌های بسیاری از آن دید. در اواخر دهه چهارم قرن هشت هجری، جنبشی که از قریهٔ باشتین علیه ایلخانان مغول آغاز شده بود سرتاسر بیهق را فرا گرفت و در پی آن؛ عبدالرزاق باشتینی، حکومت موسوم به سربداران را پس از تصرف شهر سبزوار در سال ۷۳۷ هجری، برپای نمود. برافتادن سربداریان با ظهور تیمور گورکانی و قدرت یافتن او در خراسان همراه گردید و در دوره تیموریان، به تدریج نام سبزوار (مرکز ولایت در آن دوران) به جای بیهق می‌نشیند.

## بنای سبزوار
چند روایت در باب بنای سبزوار ذکر شده است:
- گویند بهمن از پادشاهان اساطیر قبل از تاریخ پادشاهی بزرگ بود که بهمن‌آباد بیهق را او بنا کرده بود و در روزگار او بهمن‌آباد شهری بزرگ بود. پسرش ساسان و دخترش همای نام داشت. هنگامی که وفات بهمن نزدیک شد وی تاج بر شکم همسرش نهاد و کودکی را به ولیعهدی برگزید. چون ساسان دید که پدرش جنینی را بر وی ترجیح داده برخاست، گوسفندکی چند خرید و به ناحیه بیهق آمد و آنجا که ساسان قاریز است نزول کرد و فرمود که این کاریز بنا کردند که در میان شهر است و قلعه بنا کرد. این محل که قصبهٔ ساسان‌آباد است را امروز سبزوار نویسند.
- گفته‌اند که سبزوار را ساسویه بن شاپورالملک[۴۵] بنا کرده است و شاپور آن بود که نیشابور بنا کرد و ساسان قاریز، ساسو قاریز بوده است و سبزوار در اصل ساسویه‌آباد بوده است.[۴۶]

بنابراین بنیاد سبزوار را می‌توان در حدود سیصد میلادی مقارن با تشکیل سلسلهٔ ساسانی یا پیش از آن دانست.

## موقعیت جغرافیایی و ویژگی‌های طبیعی
شهر سبزوار با مساحت ۳۹ کیلومتر مربع در ۲۳۰ کیلومتری مشهد و ۶۶۰ کیلومتری تهران واقع شده است. شهرستان سبزوار واقع در غرب استان خراسان رضوی براساس آخرین تقسیمات کشوری دارای دو بخش به نام‌های مرکزی و روداب است. رشته کوه جغتای عامل جدایی دشت جوین از جلگهٔ اصلی سبزوار بوده و در جنوب آن نیز رشته‌کوه کوه‌میش قرار دارد. به تعبیر دیگر سبزوار محصور در میان ارتفاعات شمالی و جنوبی است. چهره منطقی شرقی و شمالی این شهرستان کوهستانی و دارای اقلیم معتدل و در قسمت‌های جلگه‌ای با هوای گرم همراه است. تنها دو رشته رودخانهٔ فصلی به نام کال شور در این ناحیه وجود دارد که سیلاب‌های دشت سبزوار را به نمکزارهای کویر هدایت می‌کند.

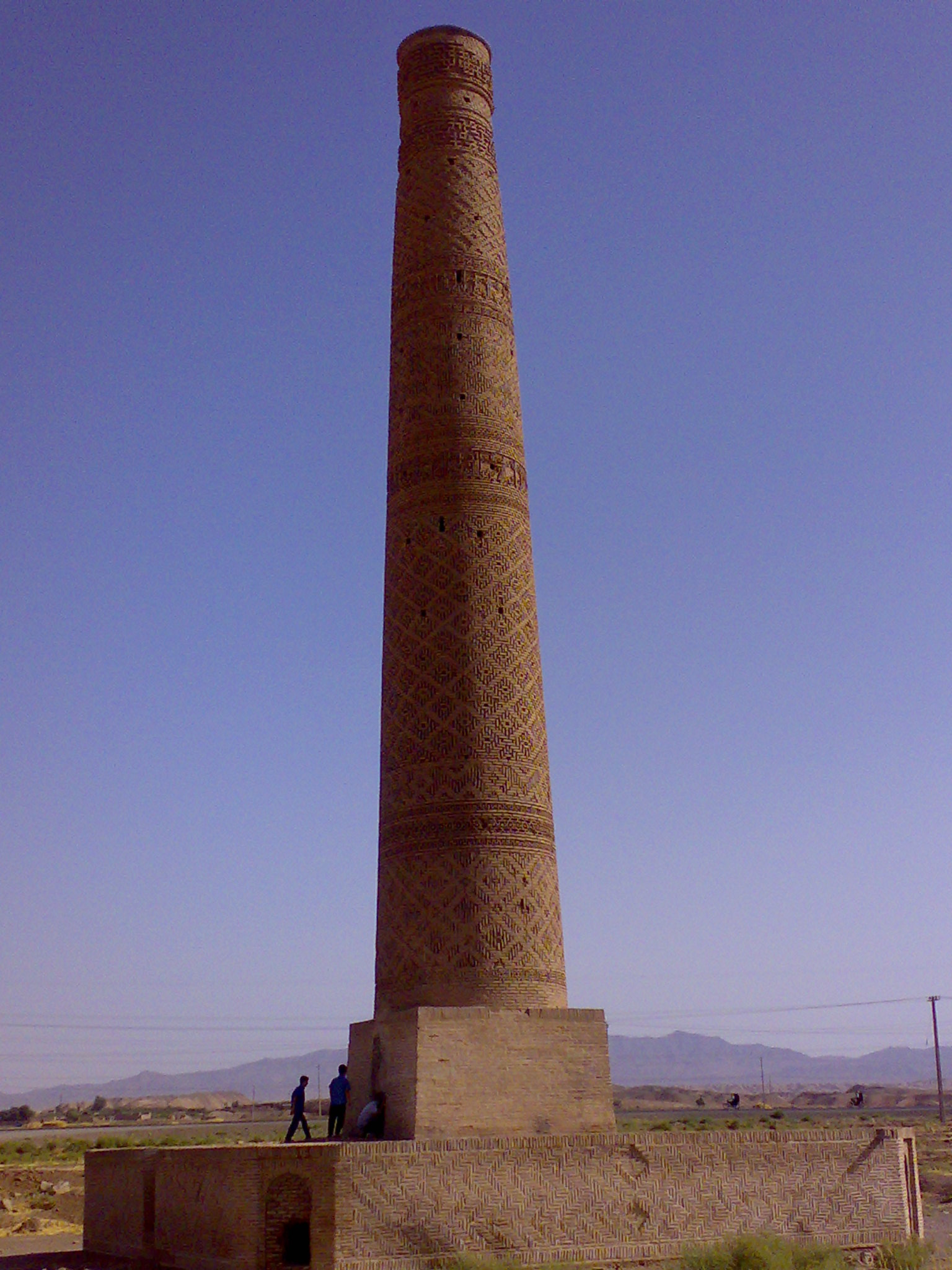
نمایی از بنای تاریخی مناره خسروگرد (قدمت: سده ۶ هجری قمری)، در حومه جنوبی روستای خسروجرد (در ۵ کیلومتری غرب شهر سبزوار کنونی)؛ پیش از سبزوار، خسروجرد (خسروگرد) مرکز ولایت بیهق بوده است.

## گویش سبزواری
گویش سبزواری به دلیل قدمت و زنده بودن واژه‌ها، یکی از اصیل‌ترین گویشهای فارسی خراسانی است. زبان شناسان گویش سبزواری را عصاره زبان فارسی دری و تاثیرگذارترین گویشِ این زبان می‌دانند. با سپری شدن بیش از هزار سال از نگارش کتاب تاریخ بیهقی، بسیاری از اصطلاحات این کتاب همچنان توسط مردم سبزوار به کار می‌رود. دانش واژه‌های گویش سبزواری که در شهرستان‌های سبزوار،  ششتمد، داورزن، خوشاب، جغتای، جوین، اسفراین، بام و صفی‌آباد، دهستان فرومد شهرستان میامی، دهستان‌های  خوارتوران و  بیارجمند شهرستان شاهرود و روستای  سبزواری‌ها در شهرستان آزاد شهر رواج دارد، بر گرفته از واژه‌های قدیمی زبان فارسی و زبان فارسی دری است. این گویش، تنها گویش فارسی خراسانی است که علاوه بر استان خراسان در سایر استان‌های ایران نظیر  سمنان و  گلستان نیز گویشور دارد. به دلایل تاریخی واژه‌های گویش سبزواری هنوز اصالت فارسی خود را حفظ کرده است و کمتر از لغات دخیل در آن استفاده شده است. این گویش زنده بوده و قدمت آن گاهی به دوران ایران باستان و گویش‌های رایج در آن زمان می‌رسد و اکنون نیز به‌طور روزمره در محاوره بین مردم به کار می‌روند. در حال حاضر اقلیت‌های قومی ساکن شهر سبزوار نظیر ترک‌ها، کردها، عرب‌ها و بلوچ‌ها علاوه بر زبان مادری خود به گویش سبزواری نیز صحبت می‌کنند. گویش سبزواری در بین اقلیت‌های دینی سبزوار نظیر مسیحیان(ارامنه)، یهودیان و بهائیان نیز رواج داشته است. این گویش با گویش یزدی کمی شباهت دارد اما اصالت این گویش آن را از گویش یزدی متمایز می‌سازد.

## جمعیت
در نخستین سرشماری عمومی ایران که در سال ۱۳۳۵ انجام گرفت و نیز در سرشماری سال‌های ۱۳۴۵ و ۱۳۵۵ سبزوار دومین شهر پرجمعیت استان خراسان بود. در سرشماری سال‌های ۱۳۶۵، ۱۳۷۵ و ۱۳۸۵ نیز در همین جایگاه قرار داشت تا اینکه مجدداً در سرشماری سال ۱۳۹۰ به رتبهٔ سوم استان خراسان رضوی تنزل کرد (پس از مشهد و نیشابور).
بر پایه سرشماری عمومی نفوس و مسکن در سال ۱۳۹۵ شهر سبزوار با ۲۴۳٬۷۰۰ نفر جمعیت و ۳۸/۷۵ کیلومتر مربع وسعت، سی و چهارمین شهر پرجمعیت ایران (بالاتر از ۷ مرکز استان) است.

## اقلیم
|                  | فروردین | اردیبهشت | خرداد | تیر  | مرداد | شهریور | مهر  | آبان | آذر  | دی   | بهمن | اسفند |   |       |
| دمای بیشینه (°C) | ۲۴٫۳    | ۲۷٫۶     | ۳۵٫۴  | ۳۹٫۷ | ۳۹٫۰  | ۳۴٫۷   | ۲۶٫۶ | ۱۸٫۵ | ۱۶٫۰ | ۱۱٫۹ | ۱۲٫۶ | ۱۵٫۲  | Ø | ۲۵٫۱  |
| دمای کمینه (°C)  | ۱۱٫۵    | ۱۵٫۳     | ۲۱٫۴  | ۲۵٫۰ | ۲۴٫۸  | ۲۰٫۱   | ۱۳٫۵ | ۸٫۷  | ۵٫۵  | ۲٫۵  | ۲٫۳  | ۴٫۳   | Ø | ۱۲٫۹  |
|                  |         |          |       |      |       |        |      |      |      |      |      |       |   |       |
| بارش (mm)        | ۲۷٫۸    | ۲۳٫۲     | ۰٫۷   | ۰    | ۰     | ۶٫۵    | ۱۲٫۱ | ۲۳٫۶ | ۲۱٫۰ | ۳۰٫۳ | ۲۷٫۰ | ۳۸٫۲  | Σ | ۲۱۰٫۴ |
|                  |         |          |       |      |       |        |      |      |      |      |      |       |   |       |
| ساعات آفتابی     | ۶٫۵     | ۷٫۶      | ۱۰٫۶  | ۱۲٫۲ | ۱۱٫۸  | ۱۰٫۹   | ۹٫۵  | ۶٫۰  | ۶٫۷  | ۵٫۲  | ۶٫۴  | ۷٫۱   | Ø | ۸٫۴   |
|                  |         |          |       |      |       |        |      |      |      |      |      |       |   |       |
| روزهای یخبندان   | ۰       | ۰        | ۰     | ۰    | ۰     | ۰      | ۰    | ۰    | ۰    | ۵    | ۷    | ۲     | Σ | ۱۴    |
|                  |         |          |       |      |       |        |      |      |      |      |      |       |   |       |
| رطوبت (٪)        | ۴۱٫۲    | ۳۸٫۰     | ۲۴٫۰  | ۱۵٫۸ | ۱۹٫۰  | ۱۹٫۹   | ۳۲٫۳ | ۵۴٫۸ | ۶۰٫۶ | ۶۳٫۲ | ۶۰٫۰ | ۵۵٫۵  | Ø | ۴۰٫۴  |

| ۱۱٫۵ |

| ۱۵٫۳ |

| ۲۱٫۴ |

| ۲۵٫۰ |

| ۲۴٫۸ |

| ۲۰٫۱ |

| ۱۳٫۵ |

| ۸٫۷ |

| ۵٫۵ |

| ۲٫۵ |

| ۲٫۳ |

| ۴٫۳ |

| ۱۱٫۵ |

| ۱۵٫۳ |

| ۲۱٫۴ |

| ۲۵٫۰ |

| ۲۴٫۸ |

| ۲۰٫۱ |

| ۱۳٫۵ |

| ۸٫۷ |

| ۵٫۵ |

| ۲٫۵ |

| ۲٫۳ |

| ۴٫۳ |

| بارش | ۲۷٫۸    | ۲۳٫۲     | ۰٫۷   | ۰   | ۰     | ۶٫۵    | ۱۲٫۱ | ۲۳٫۶ | ۲۱٫۰ | ۳۰٫۳ | ۲۷٫۰ | ۳۸٫۲  |
|      | فروردین | اردیبهشت | خرداد | تیر | مرداد | شهریور | مهر  | آبان | آذر  | دی   | بهمن | اسفند |

## قدمت و تاریخ سبزوار:
با کشف یک ساطور متعلق به انسان ابزار ساز، قدمت سبزوار که پیش از این تنها ۶ هزار سال تخمین زده می‌شد به ۱۲هزار سال افزایش یافت. سنگ اولیه ابزار سنگی به صورت رگه‌هایی در ارتفاعات بینالود وجود داشته و انسان‌های آن روزگار، این سنگ‌ها را از طریق آب حمل کرده و به مناطق زیست خود انتقال داده سپس با تراش دادن سنگ‌ها، ابزار مورد نیاز شان را از آن تولید می‌کردند.
بررسی‌های باستان‌شناسی در بخش‌های جنوبی سبزوار از انسان‌های ابزارساز مربوط به دوران نوسنگی بدون سفال خبر می‌دهد.
بررسی‌های دوتن از دیرینه‌شناسان بنام علی آریایی از ایران و کلود سیبلت از فرانسه طی دو فصل در حوزه کشف رود تعداد ۸۰ ساطور ابزار در این حوزه منجر شد. آنان در این بررسی‌ها به این نتیجه رسیدند که قدیمی‌ترین ردپای انسان ابزار ساز در آسیای جنوب غربی در این محل شناسایی شده است که قدمتی در حدود یک میلیون و ۸۰۰ هزار سال دارد.
ابزارهای به‌دست آمده از این منطقه شامل تبر، کارد و چاقو است که مورد استفاده انسان ابزار ساز قرار می‌گرفته است.
سبزوار در کنار جاده ابریشم یا جاده شاهی و راه زیارت معبد بودا قرار گرفته است. چهارتاقی دیو که به باور برخی از پژوهشگران بقایای آتشکده آذربرزین مهر است در نزدیکی این شهر قرار دارد. بیش از ۵۰۰ اثر تاریخی از هزاره سوم قبل از میلاد تاکنون در شهرستان سبزوار شناسایی شده است که بیش از ۱۰۰ اثر آن به ثبت آثار ملی رسیده است.

## پیش از اسلام

لوگوی موزه سبزوار

تپه‌های باستانی شناسایی شده اطراف سبزوار، نشان دهنده تمدن انسانی مستمر در این بخش از ایران در هزاره سوم قبل از میلاد تا امروز است.
مُهرهایی موسوم به مُهرهای " مروی بلخی " از دوران پیش از اسلام در سبزوار به دست آمده که نشان دهنده حاکمیت سیاسی این خطه است.

طی مطالعات پروفسور هنری پل فرانکفورت در سال ۱۳۸۶ و آثار کشف شده، مشخص شد که در هزاره سوم قبل از میلاد، سبزوار مرکز فرهنگ بوده و فرهنگی به ترکمنستان، افغانستان، عراق، هند، پاکستان و ایران مرکزی منتقل شده است.
لوگوی موزه سبزوار برگرفته از همین مُهرهاست.

### اشکانیان
ناحیه سبزوار در عصر پارت جزو تقسیمات مهم ملوک الطوایفی دولت اشکانیان بود و چون بر سر راه ابریشم قرار داشت، از اهمیت ارتباطی خاصی برخوردار بود.
روستای بلاش‌آباد و سه‌دیر از دوران اشکانیان بوده که سه‌دیر امروزی در عصر اشکانیان یک نیایشگاه بودایی بوده است.

### ساسانیان

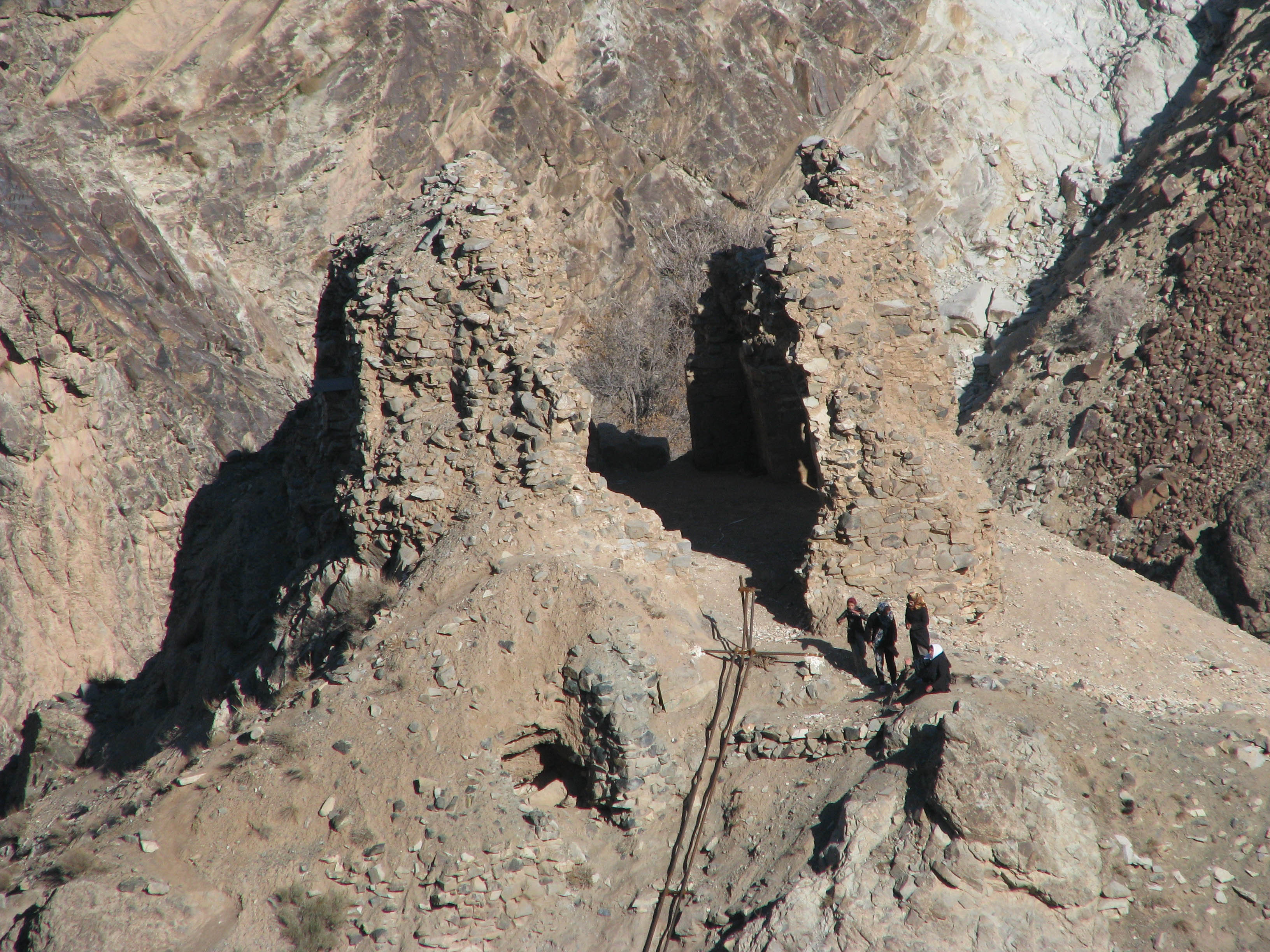
چهارتاقی خانه دیو

محوطهٔ باستانی اطراف روستای فشتنق در شمال غربی سبزوار نشان می‌دهد که این منطقه در عصر ساسانی شهری بزرگ بوده است.
در حوالی سبزوار در روستای فشتنق (کوه ریود) آتشکده‌ای ساخته شده از سنگ و ساروج وجود دارد که بنای آن به دوران ساسانیان بازمی‌گردد و بازمانده از عصر رواج کیش زرتشتی در ایران باستان است که پس از اسلام آن را خانه دیو خوانده‌اند.
همچنین روستای خسروگرد در ۵ کیلومتری سبزوار از اماکن دوره ساسانیان است.
علاوه بر این، همخوانی اسامی روستاهایی همچون کیقباد، کیخسرو، کیذور، کیذقان و… با اسامی اساطیری شاهنامه و نیز درخت چنار ۲۵۰۰ سالهٔ کیذقان به عنوان قدیمی‌ترین موجود زنده خراسان نشان از رونق منطقه در آن دوران است.

## دوران اسلامی
حاکم خراسان احنف بن قیس عامل یزدگرد سوم بود فراری شد و در سال ۳۲ هجری قمری مردم سبزوار به اسلام گرویدند. به‌طوری که در این سال عبدالله بن عامر به فرمان خلیفهٔ سوم به خراسان آمد، وی اسود بن کلثوم را به ناحیه بیهق فرستاد. اسود کشته شد ولی برادرش ادهم به جنگ ادامه داد تا بالاخره اهل بیهق صلح کردند.
در سال ۱۲۵ هـ. ق یحیی بن زید از زندان نصر بن سیار، والی خراسان در مرو فرار کرد و به بیهق آمد و از شیعیان بیهق سپاهی ضد امویان جمع کرد و نیشابور را گرفت سپس رهسپار بلخ شد؛ اما در جوزجان مغلوب سپاه والی خراسان شد.
پس از آن با رسیدن حمید بن قحطبه طایی، سردار ابومسلم خراسانی، نصر بن سیار، از سبزوار گریخت. به دنبال آن در سال ۲۲۵ هجری قمری، حمزه بن آذرک سجستانی که از خوارج و پیشرو جوانمردان سیستان بود در پی آزادسازی خراسان از سلطه خلفای عباسی، سبزوار و دیگر شهرهای خراسان را تسخیر نمود.
بعدها سبزوار به دست طاهریان افتاد که عبدالله بن طاهر این ناحیه را دوازده قسمت کرد بعد از طاهریان این ناحیه به دست صفاریان افتاد و در زمان یعقوب لیث، احمدبن‌عبدالله خجستانی عَلَم طغیان را برافراشت و در بیهق مستقر شد و سپاهی گرد آورد و نیشابور را گرفت؛ ولی به‌دست غلامش کشته شد. رافع بن هرثمه هم در زمان عمرولیث در حدود سال ۲۸۰ هـ. ق به سبزوار حمله نمود تا شهر را از دست عامل وی بگیرد؛ ولی برای دومین بار شکست خورد و فرار کرد.
پس از صفاریان حاکمی به نام ابوسعیدک، از طرف سامانیان، بر بیهق حکومت می‌کرد؛ اما مردم از او در رنج بودند و وی هم ظلم را به آنجا رساند که شبی جوانان بر او شبیخون زدند و او را کشتند. عامل نوح بن نصر سامانی در سال ۲۳۲ هـ. ق ابوعلی بن محمد محتاج به سبب اهمیت سبزوار به این شهر اعزام می‌شود و همزمان وشمگیر زیاری برای دفع او و تسخیر سبزوار حمله می‌کند و ابوعلی که تاب مقاومت نداشت فرار نمود.
در زمان غزنویان، شهر به دست سلطان محمود افتاد. سلطان محمود و پسرش مسعود به سبزوار توجهی داشتند به‌طوری که پس از مرگ سلطان محمود، پسرش سلطان مسعود که برای گرفتن تاج و تخت او از اصفهان برمی‌گشت در بیهق منزل گرفت. همچنین ابوالفضل بیهقی نویسنده تاریخ بیهقی در دربار غزنوی بود.
همزمان با شکست سلطان مسعود غزنوی و تسخیر نیشابور توسط سلجوقیان مردم بیهق نیز حکومت سلجوقیان را به رسمیت شناختند. در ۴۴۴ هـ. ق زمین‌لرزهٔ شدیدی در ناحیهٔ بیهق روی داد که ویرانی بسیار به بار آورد و باروی شهر سبزوار فرو ریخت. در ۴۶۴ هـ. ق این دیوار به دستور خواجه‌نظام‌الملک تجدید بنا شد. در حدود سال ۴۹۰ هـ. ق فرقهٔ باطنیه از قهستان به حوالی بیهق تاختند و قتل و نهب فراوان کردند.
از میان سلجوقیان، سلطان سنجر سلجوقی به نواحی بیهق و مردم آن توجه خاصی داشت، وی در سفری با تمام لشکریانش پانزده روز در بیهق توقف نمود. مناره خسروگرد در سال ۵۰۵ هـ. ق از آثار باقی‌مانده از آن دوران است.
در همین دوران غزها به بیهق هم آمدند و هفت روز شهر را محاصره کردند ولی نتیجه‌ای عاید آن‌ها نشد. (چون پایداری اهالی را در برابر خود دیدند خواستار صلح شدند و در این محاصره جز یک تن کشته نشد.)
بعدها ناحیهٔ بیهق تسلط خوارزمشاهیان را پذیرفت.
در سال ۵۶۱ هـ. ق در ماه محرم موید آی ابه، بیهق را محاصره کرد و در پنجم ماه صفر، پس از گروگان گرفتن از اهالی به نیشابور بازگشت؛ ولی در سال بعد بار دیگر وی به محاصره سبزوار پرداخت و دو ماه پیوسته جنگ بود و در این وقت جماعتی از امرای خوارزم در سبزوار بودند، سرانجام خوارزمشاه ایل ارسلان با لشکر فرا رسید و موید آی ابه مجدد به نیشابور بازگشت.
در سال ۶۱۷ هـ. ق به سبب هجوم چنگیزخان به ایران، سلطنت خوارزمشاهیان پایان پذیرفت. در حمله مغول سبزوار مورد تهاجم تولی‌خان فرزند چنگیزخان قرار گرفت و حدود هفتاد هزار نفر کشته شدند. پس از آن سبزوار تا سال ۶۳۷ هـ. ق زیر نظر جنتمور والی خراسان مأمور از طرف اوگتای خان قرار گرفت. پس از آن نیز شاهزاده طغای تیمور از بازماندگان مغول بر سبزوار فرمانروایی کرد تا اینکه توسط یکی از پادشاهان سربداران کشته شد.

### دوران سربداران
در دوران فرمانروایی طغاتیمور مغول، در سال ۷۳۷ هـ. ق اهالی باشتین سبزوار، برابر مغولان شورش کرده و وزیر خراسان را کشتند. قیام کنندگان نام سربداران برگزیده و سبزوار را پایتخت حکومت خود قرار دادند. طی ۵۰ سال حکومت سربداران در منطقه ویرانی‌های بر جای مانده از تاخت و تاز مغول‌ها و بیگانگان تا حد زیادی بهبود یافت. سربداران بر بخش‌های گسترده‌ای از شرقی‌ترین نقاط خراسان گرفته تا کرانهٔ جنوب شرقی دریای مازندران فرمانروایی می‌کردند و از شمال نیز با غازان خان (خان کازان) جغتایی، سلطان ماوراءالنهر پیمان دوستی بستند.
در سال ۷۵۴ هـ. ق طغاتیمور مغول به دست خواجه یحیی کرابی کشته و حکومت ایلخانان منقرض گردید. ابن یمین شاعر پرآوازه دربار سربداران بود که نسخه خطی کتابش را در نبرد هرات از دست داد. در واپسین سال‌های حکومت سربداران، امیر ولی به سبزوار حمله کرد، خواجه علی موید آخرین پادشاه سربداران از تیمور لنگ یاری طلبید. پس از چهار ماه محاصره تیمور لنگ فرا رسید و وارد سبزوار شد. تیمور دست نشانده خود را به حکومت سبزوار منسوب کرد و سبزوار را ترک کرد پس از چند سال، مردم به رهبری داوود سبزواری علیه وی شورش کردند. تیمور بی‌درنگ بازگشت و شهر را محاصره کرد. سرانجام وارد سبزوار شد و قریب به دو هزار نفر از قیام کنندگان را لای دیوار برجی نهاده و زنده به گور کرد. در دوران سربداران بناهای بسیاری در سبزوار ساخته شد که اکنون نیز ثبت آثار ملی ایران شده‌اند. مسجد جامع و حوض هشت پایه از مهترین آثار این دوره‌اند. همچنین سکه‌های ضرب شده سربداران در موزه ملی ملک، آستان قدس و… نگهداری می‌شود. در سال‌های اخیر تندیس هفت پیکر سربداران، ساخته و در ورودی شهر قرار داده شده است.

### دوران صفویان
در حدود سال ۹۱۶ هـ. ق خراسان در دست محمدخان ازبک از نوادگان چنگیزخان بود. شاه اسماعیل یکم او را به قتل رساند و خراسان را تصرف کرد.
در این سال‌ها خراسان بارها مورد هجوم ازبکان قرار گرفت. در سال ۱۰۰۲ هـ. ق عبدالمؤمن خان ازبک سبزوار را تصرف کرد. شاه عباس یکم صفوی با سپاهی به سمت سبزوار آمد و عبدالمؤمن خان به سمت بلخ متواری شد. بعد از ویرانی‌هایی که نتیجه حملات پی‌درپی ازبکان بود سبزوار مجدداً توسط شاهان صفوی آباد شده و رونق یافت. شاه عباس یکم صفوی در شهر و نواحی سبزوار کاروانسراها و آب‌انبارهای عظیم ساخت که اکنون ثبت آثار ملی شده‌اند.
در سال ۱۱۴۴ هـ. ق شاه طهماسب دوم صفوی طی حکمی از طرف نادرشاه، توسط محمدحسین خان قاجار دولو در سبزوار به قتل رسید.
در سال ۱۱۶۲ هـ. ق احمد شاه افغان پس از فتح هرات و مشهد به سبزوار آمد؛ ولی هنگامی که قصد تصرف استرآباد داشت در مزینان با سواران محمدحسن خان قاجار قوانلو برخورد و شکست خورده، متواری شد.
در سال ۱۱۶۷ هـ. ق شاه‌پسند خان افغان مابین مزینان و سبزوار با قاجاریان جنگیده و سپاه افغان شکست خورد.

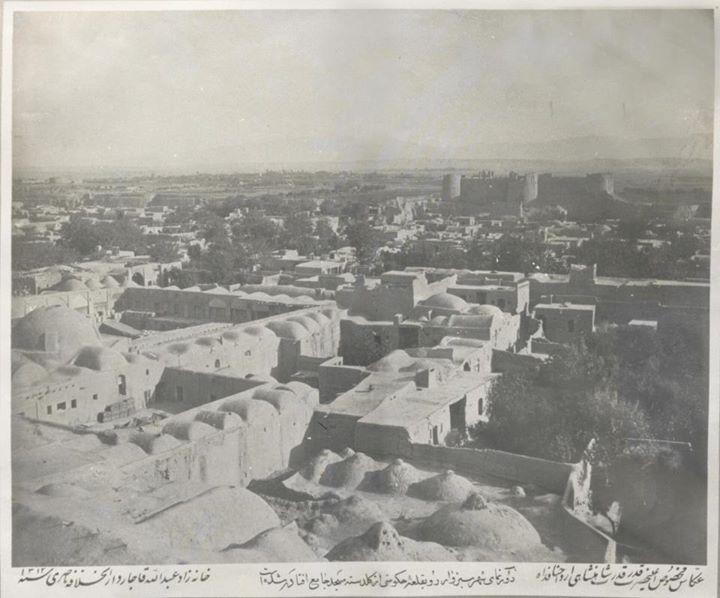
دورنمای سبزوار رو به قلعه حکومتی - سال ۱۳۱۲ قمری

### دوران قاجار
در زمان فتحعلی شاه قاجار، اللهیار خان قلیچی حاکم سبزوار، هنگامی که بین قاجاریان، زندیان، و باقی‌ماندگان افشاریان بر سر حاکمیت بر خراسان نزاع بود، به قدرت رسید؛ اما پس از مدت کوتاهی تسلیم شد و با وساطت عباس میرزا نایب السلطنه مورد عفو و بخشایش قرار گرفت.
در سال ۱۲۷۱ هـ. ق ناصرالدین شاه قاجار، حسن خان سبزواری و محمد حسن خان سرتیپ فراهانی را جهت دفع محمدامین خان که خود را خوارزمشاه می‌دانست مأمور کرد، سرانجام آنان، سپاه چهل هزار نفری محمدامین خان را در اطراف سرخس شکست دادند و سر بریدهٔ او را به دارالخلافه طهران فرستادند.
در سال ۱۲۸۴ هـ. ق ناصرالدین شاه که برای زیارت امام رضا به مشهد می‌رفت در ۲۷ محرم وارد سبزوار شد و در باغی در کوشک منزل کرد. در همین سال نواب پرویز میرزا، حاکم سبزوار ملقب به نیّرالدوله شد.
سبزوار در این دوره چهار دروازه به نام‌های دروازه عراق، ارگ، نیشابور و سبریز داشته و دارای یازده محله بوده به نام‌های:نقابشک، حمام حکیم، مزار سبز، سردیه، محله آقا، ارگ، حاجی مقلو، الداغی، زرگر، سبریز و کوچه نو.
شهر دو مدرسه به نام‌های مدرسه نو و مدرسه کهنه و پنج کاروانسرا داشته است.
شیخ علی صحاف، اولین نماینده سبزوار برای مجلس شورای ملی، در زمان مظفرالدین شاه قاجار بود. پس از وی میرزا حسن آیتی و شاهزاده محمدهاشم میرزا افسر به نمایندگی مجلس شورای ملی از سبزوار انتخاب شدند.
در دوران قاجار بقایای ارگ سبزوار که بر روی خرابی‌های سپید دژ کهن بنا شده بود، در اواخر دوران قاجار به کلی ویران گشت و در سال ۱۲۹۸ خورشیدی ارگ و اراضی جانب شمالی آن توسط دکتر قاسم غنی تسطیح و درختکاری و تبدیل به باغ ملی شد.
در همان سال بیمارستان حشمتیه تأسیس گردید.

### دوران پهلوی

نقشهٔ شهر سبزوار در سال ۱۳۲۷

در آذر ماه ۱۳۰۴ شمسی، مجلس مؤسسان مقام سلطنت را به رضاشاه، سرسلسلهٔ خاندان پهلوی سپرد؛ برای جلوس رضاشاه در تمام شهرها از جمله سبزوار جشن و چراغانی بود.
در سال ۱۳۰۷ باغ ملی سبزوار میزبان امان‌الله خان، پادشاه افغانستان و همسرش و نیز همسر رضا شاه بود که شیخ بهلول جشن را برهم زد.
رضا شاه پهلوی و محمدرضا شاه نیز به سبزوار آمده‌اند. رضا شاه در سفرش به سبزوار در باغ دکتر غنی که فعلاً مقر فرمانداری است با علما و رجال شهر ملاقات نمود.

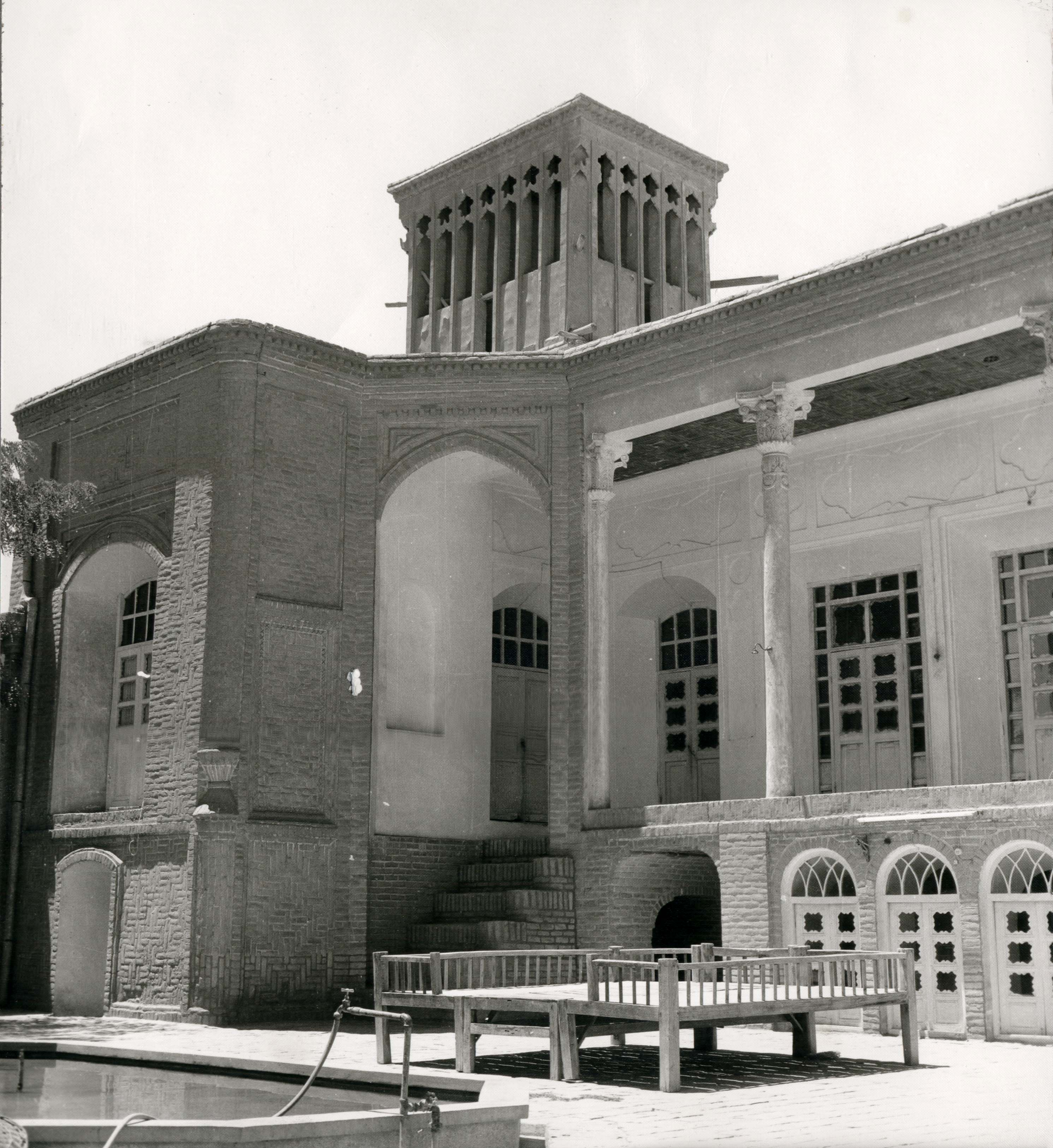
خانه تاریخی بیدخوری

در دوره پهلوی اول، معماران برجسته‌ای از شهرهایی همچون یزد و کرمان به سبزوار مهاجرت کردند. منزل بیدخوری از آثار برجستهٔ این دوره است که دارای بادگیری فاخر می‌باشد.
سبزوار در سال ۱۳۳۹ هنگام بازدید نخست‌وزیر وقت عنوان شهر نمونه را گرفت. در سال ۱۳۵۳ فرح پهلوی از بعضی اماکن تاریخی سبزوار دیدن کرد و پارک کویری حارث آباد سبزوار را افتتاح کرد.
در سال‌های ۱۳۱۷–۱۳۱۸ خیابان‌های بیهق و اسرار بر روی دو بازار قدیمی عمود برهم که به چهار دروازه شهر ختم می‌شد، احداث شد و به موجب آن بخشی از مسجد جامع، بازار سرپوش، مدارس فخریه و شریعتمدار تخریب و بازسازی شد. همچنین در عکس هوایی سازمان نقشه‌برداری کشور در سال ۱۳۳۵ از سبزوار تعداد زیادی یخدان مشاهده می‌شود که تعداد کمی از آن‌ها باقی مانده است.

## جاذبه‌های تاریخی
سبزوار دارای بیش از یکصد و پنجاه اثر تاریخی ثبت شده در آثار ملی می‌باشد، که در این میان مدرسهٔ فخریه با ۱۱۰۰ سال قدمت به عنوان قدیمی‌ترین مدرسهٔ ایران و مسجد پامنار با مناره جنبان، به عنوان قدیمی‌ترین مسجد خراسان از اهمیت ویژه‌ای برخوردارند.

همچنین سبزوار به عنوان شهر کاروانسراها در ایران مشهور بوده و دارای ۱۶ کاروانسرا شامل ۱۱ کاروانسرای برون‌شهری و ۵ کاروانسرای درون‌شهری می‌باشد.

برخی از جاذبه‌های تاریخی سبزوار عبارتند از:
| - مصلی تاریخی - مناره خسروگرد - مسجد پامنار - مسجد جامع - مدرسه فخریه - مدرسه علمیه شریعتمدار - آرامگاه کاشفی - آرامگاه ابن یمین - آرامگاه بقراط - آرامگاه ملا هادی سبزواری - سرای دودر | - آرامگاه میرزا امین التجار مشهدی - کاروانسرای فرامرز خان - کاروانسرای صالح آباد - کاروانسرای ریوند - حوض هشت پایه - حمام قیصریه - حمام پادرخت - حمام زعفرانیه - یخدان‌های سبزوار - سرای اولیاء - سرای حقیران | - آب‌انبار حاج کریم - آب‌انبار سرسنگ - بازار سرپوش - بازار حاج زمان - امامزاده یحیی - امامزاده شعیب بن موسی ابن جعفر - خانه باغ اسکویی - خانه عظیمیان - حسینیه قنادها |

سرای واسعی

### خانه‌های تاریخی
در سال ۱۳۸۰ توسط اداره میراث فرهنگی، ۲۲۰ خانه قدیمی در سبزوار شناسایی شد و از بین، تعداد ۲۵ خانه تاکنون در فهرست آثار ملی ثبت شده‌اند.
خانهٔ تاریخی عظیمیان قدیمی‌ترین خانهٔ سبزوار است که از دوران تیموری بر جای مانده است.
یکی دیگر از خانه های قدیمی سبزوار، مربوط به میرزاحسین نورافشار است که با مساحتی حدود 300 متر در قلب خیابان کاشفی شمالی قرار دارد، این ملک به دلیل موقعیت ویژه اش مورد توجه شهرداری، بانک ها، میراث فرهنگی و سازندگان مجتمع های تجاری است.

### تپه‌های تاریخی
تپه‌های تاریخی بسیاری در سبزوار وجود دارد که شاخص‌ترین آن‌ها تپه عیدگاه است که و مشابه آن در عشق‌آباد ترکمنستان با عنوان تپه نمازگاه وجود دارد.
تاکنون بیش از ۵۰۰۰ قطعه شیء تاریخی در سبزوار کشف شده که در مخزن موزه خراسان نگهداری می‌شوند.

### دهکده‌های تاریخی
از جمله دهکده‌های تاریخی سبزوار می‌توان به مزینان، زعفرانیه، خسروگرد، باشتین و بسیاری دیگر اشاره کرد.

سه اقامتگاه بوم‌گردی در سه روستای طبس، مزینان و زعفرانیه دایر است.
روستای تاریخی زعفرانیه به تنهایی ۶ اثر ثبت شده دارد.

## غذاهای محلی

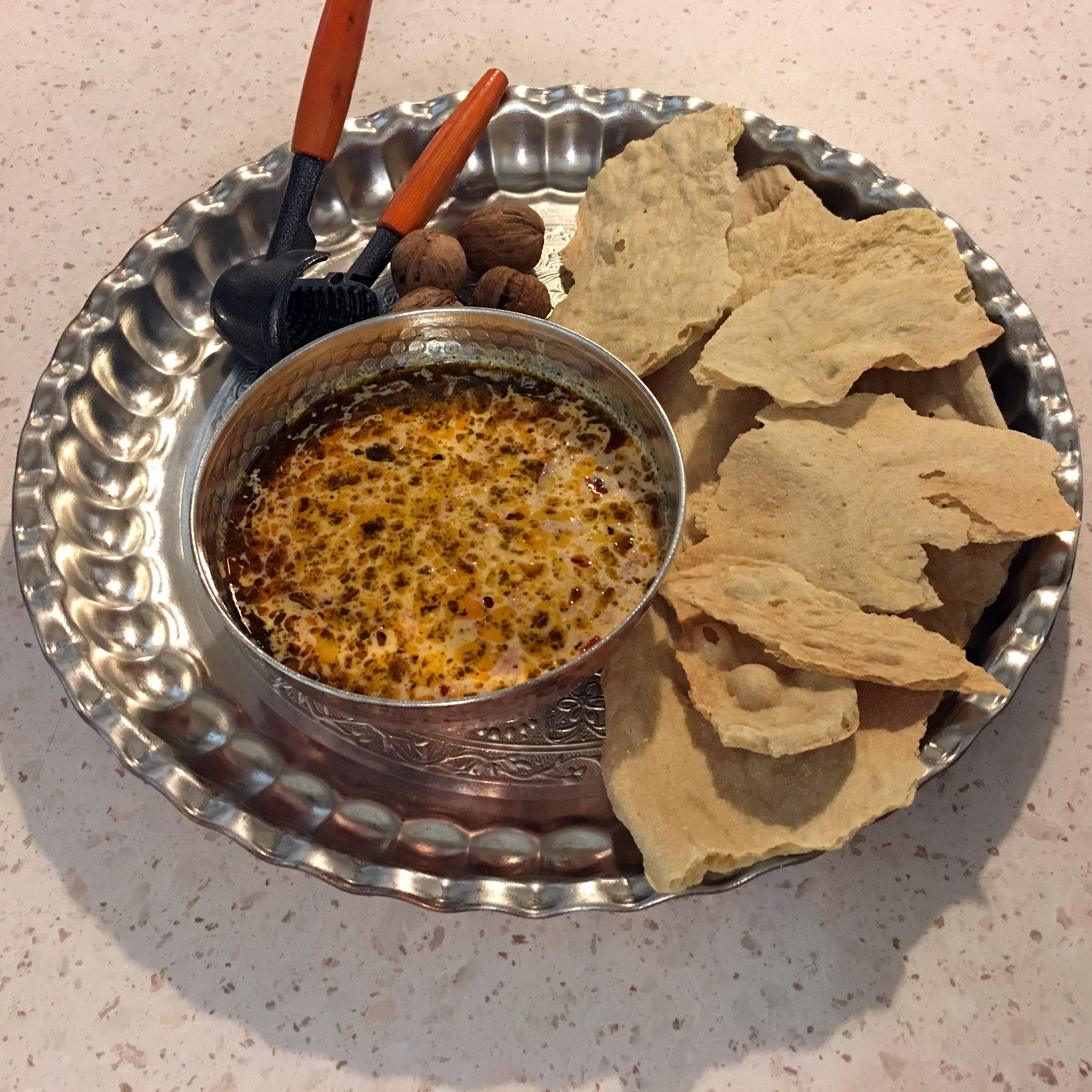
کمه جوش، غذای محلی سبزوار

غذاهای محلی رایج در سبزوار دارای تنوع و فراوانی بوده و هرکدام از آن‌ها مربوط به یک مقطع زمانی خاص می‌باشد. از مشهورترین این غذاها می‌توان به ساده‌ترین غذاها که به راحتی طبخ می‌شود آوجیج، کَمِه‌جوش، اشکنه، کُماج، مِسوه، دِنی، کاچی، آش جوش بِرِه، آش ماست، آش قوریتی، قِلیَه بادمجان، عِلِف ماست (شبیه بورانی اسفناج) فله وآرد بریو اشاره نمود. از غذاهایی که می‌توان آن را منتسب به مردم روستاهای سبزوار و از جمله نوده ارباب دانست قورمه است، غذایی که از گوشت پخته شده گوسفند طبخ می‌شود به این صورت که گوشت گوسفند پرواری را در دنبه خودش سرخ می‌کنند و در پوست می‌ریزند و در ایام گوناگون برای طبخ غذاهای ترکیبی از آن استفاده می‌کنند.

## هنرهای سنتی
در سبزوار هنرهای سنتی چه بسا به لحاظ تفنن و چه جهت رفع نیازهای روزمره در گذشته رواج کامل داشته و محصولات هنری در بازارهای پر رونق عرضه می‌شده است اما امروزه از آن خلاقیت‌ها و ابداعات و ابتکارات چندان خبری نیست و در معدود کارگاه‌ها، گیوه دوزی، نمد مالی، مسگری، سفالگری، خراطی و سبدبافی به گونه‌ای محدود رواج دارد صرفاً برای تأمین بخش بسیار ناچیزی از نیاز روستاییان می‌باشد و چندان هم با معیارها و مصداق هنرهای سنتی دیار سربداران تناسب ندارد. در سبزوار ۴۵ رشته از هنرهای سنتی فعالیت دارند.

## گردشگاه‌ها و جاذبه‌های طبیعی
- پناهگاه حیات وحش شیر احمد
- منطقه شکار ممنوع پروند
- چنار ۲۵۰۰ سالهٔ کیذقان

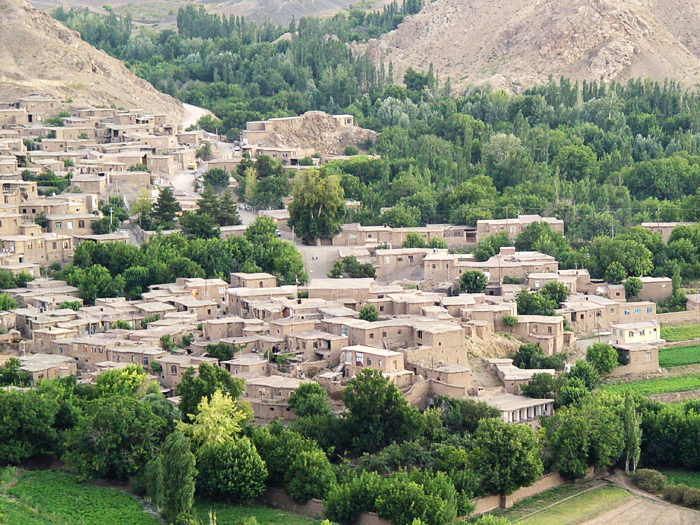
طبیعت روستای طبس

- باغ ملی: خیابان اسدآبادی (۵/۱ هکتار)
- پارک امام رضا: ۶/۵ هکتار
- پارک لاله (معروف به شهربازی): میدان دکتر شریعتی
- بوستان شهدای گمنام (بام سبزوار): ۷۰ هکتار
- پارک ارم: خیابان طالقانی (۷ هکتار)
- پارک خطی امید: حاشیه بلوار توحید شهر (۴ هکتار)
- پارک بهمن: کمربندی جنوب شهر (۵ هکتار)
- رودخانه ششتمد: شهر ششتمد
- رودخانه ریوند:[۱۰۵] ۳۵ کیلومتری سبزوار
- رودخانه دلبر: ۲۵ کیلومتری شمال غربی سبزوار
- مناظر طبیعی روستای طبس: کوهپایه‌های روستای روستای طبس
- طبیعت روستای بلاش‌آباد:[۱۰۶] شمال سبزوار
- طبیعت روستای استاج:[۱۰۷] بخش روداب ۵۰ کیلومتری جنوب سبزوار
- طبیعت روستای افچنگ در ۳۰ کیلومتری شمال سبزوار
- آبشارهای بفره: مرتفع‌ترین آبشار شرق کشور[۱۰۸]
- غار اژدر و آبشار بید
- آبشار نورآباد

## صنایع دستی
رایج‌ترین و پر رونق‌ترین هنر سنتی شهرستان هنر قالیبافی است که در شهر و روستا رواج دارد اما این هنر هم مثل دیگر هنرهای سنتی رو به زوال است. در حال حاضر قالی بافان سبزواری از طرح‌های مشهدی، تبریزی و کاشمری استفاده می‌کنند که تعداد آن ۲۲ طرح است. در برخی روستاهای سبزوار نیز طرح‌های بلوچی و کردی بیشتر توسط بانوان بافته می‌شود. طرح‌ها و نقشه‌های قالی سبزوار مثل دیگر شهرها و روستای خراسان شاد و اصیل و زیباست و در صورت توجه و عنایت بیشتر می‌توان علاوه بر پاسداری از فرهنگ اصیل و هنرهای سنتی، منبع اقتصادی مهمی نیز باشد.

## سوغات و بازارهای سنتی

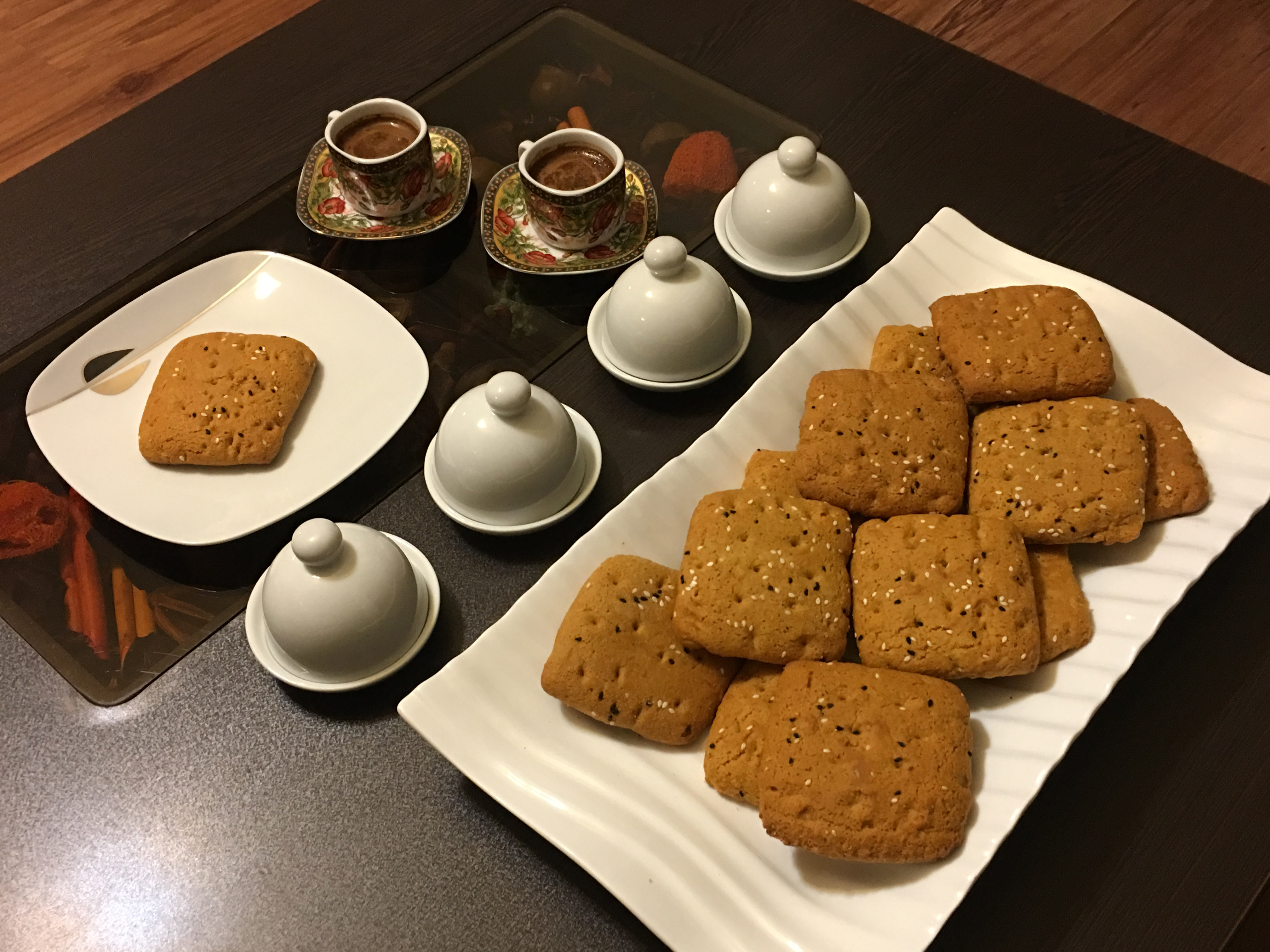
سوغات سبزوار، کلوچه زنجبیلی است.

هنوز در گوشه و کنار سبزوار می‌توان با مراکز تولید صنایع دستی و مشاغل سنتی روبرو شد. بازارهایی که همانند سالیان گذشته در آن استاد کاران به کار مشغولند. از جمله این مشاغل سنتی در شهرستان سبزوار می‌توان به آهنگری، خراطی، نمدمالی و نخ تابی اشاره نمود. مهم‌ترین سوغات سبزوار کلوچه زنجبیلی سبزواری است که در میان مردم محلی و گردشگران طرفداران بسیاری دارد. ادویه‌های سبزوار (زیره، زردچوبه و…) هم مرغوبیت خوبی دارند

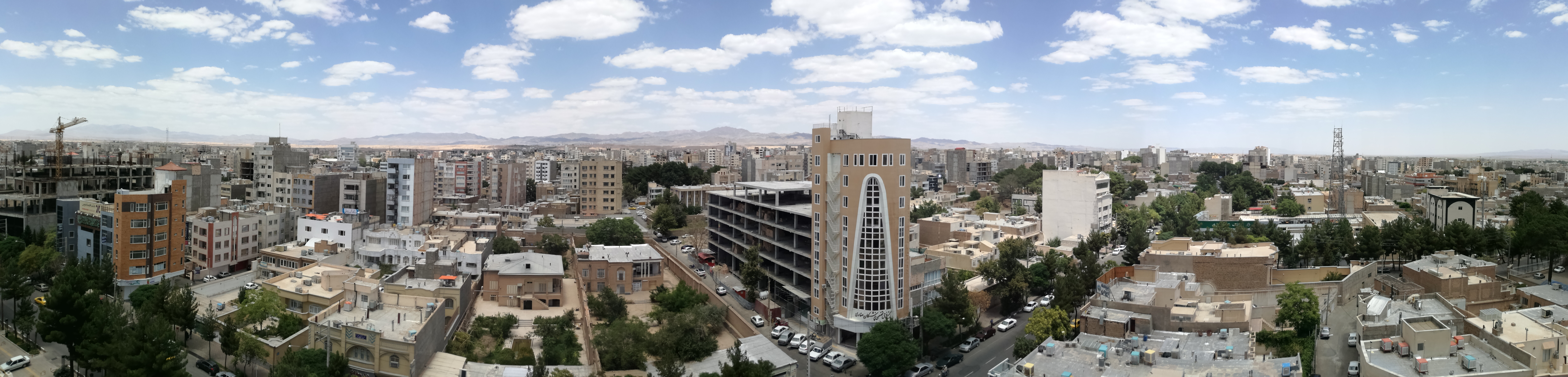
سراسرنمای شمال بیمارستان حشمتیه سبزوار

## فرهنگ و هنر

### نثر و ادبیات
سبزوار از دیرباز در حوزه نثر و ادبیات مطرح بوده. یکی از خاستگاه‌های اصلی تمدن و فرهنگ کهن خراسان که به لطف ظهور نویسندگانی ابوالفضل بیهقی دبیر، ابوالحسن علی بن زید بیهقی معروف به فرید خراسان، ملاحسین واعظ کاشفی ،ملاهادی سبزواری معروف به اسرار، علی شریعتی معلم بزرگ کویر و … آثاری نظیر تاریخ بیهقی، تاریخ بیهق، کویر، روضه الشهدا و … که اکثر آنها به لحاظ ارزش‌های هنری و ادبی، از آثار مطرح نثر و ادبیات فارسی محسوب می‌شوند و پدید آمده است. همچنین کتاب لمعه که امروز جزء کتب اصلی حوزه‌های علمیه است، به درخواست سبزواری‌ها توسط شهید اول در زمان سربداران منتشر شده.
سبزوار در تقویم رسمی ایران دارای دو روز ملی می‌باشد. هشت اسفند روز بزرگداشت حکیم حاج ملاهادی سبزواری می‌باشد. همچنین روز یک آبان، روز نثر فارسی است که به روز پدر نثر فارسی، ابوالفضل بیهقی شناخته و گرامی داشته می‌شود. از این رو سبزوار را پایتخت نثر ایران می‌نامند و هر سال این روز در سبزوار و کشور، از طرف نهادهای عمدتاً محلی، گرامی داشته می‌شود. تعدادی از کتاب‌های بومی سبزوار، یا نوشته شده توسط نویسندگان سبزواری، به‌اختصار شرح در ذیل آمده:
| کتاب‌شناسی  | کتاب‌شناسی               | کتاب‌شناسی | کتاب‌شناسی   | کتاب‌شناسی          | کتاب‌شناسی                                                        |
| ---------- | ----------------------- | --------- | ----------- | ------------------ | ---------------------------------------------------------------- |
| سال انتشار | نام                     | شمارگان   | قالب        | نویسنده            | توضیحات                                                          |
| ۴۷۰        | تاریخ بیهقی             | ۰۰۰۰      | کتب مرجع    | ابوالفضل بیهقی     |                                                                  |
| ۴۷۰        | روضه الشهدا             | ۰۰۰۰      | رمان تاریخی | حسین واعظ کاشفی    | اولین مقتل و کتاب روضه فارسی                                     |
| ۱۳۵۷       | کلیدر                   | +۲۰۰۰۰    | داستانی     | محمود دولت‌آبادی    | ۱۰ جلد. بلندترین اثر داستانی فارسی                               |
| ۱۳۸۰       | تاریخ بیهق              | ۰۰۰۰      | کتب مرجع    | ابوالحسن علی بیهقی | شامل تاریخ و جغرافیا و احوال عالمان و خاندان‌های مشهور ناحیه بیهق |
| ۱۳۸۸       | تذکره سخنوران بیهق      | ۲۰۰۰      | کتب مرجع    | حسن مروجی          |                                                                  |
| ۱          | انقلاب اسلامی در سبزوار | ۱۰۰۰      | کتب مرجع    | حسن شمس‌آبادی       |                                                                  |
| ۱۳۹۹       | ایام سبزوار             | ۱۰۰۰      | کتب مرجع    | اسماعیل هاشم‌آبادی  |                                                                  |
| ۱۴۰۱       | عملیات احیا             | +۵۰۰۰     | روایت       | محمد حکم آبادی     | روایت پیشرفت‌های بزرگ دانش بنیان در شهرستان سبزوار                |

### کتابخانه‌ها
سبزوار پس از مشهد، بیشترین کتابخانه عمومی را در استان دارد که بیشتر آن‌ها به صورت مشارکتی، توسط خیرین احداث شده‌اند. در سالهای اخیر، زمینی در شمال شهر، برای احداث کتابخانه مرکزی سبزوار اختصاص یافته است. در جدول روبرو نام تعدادی از مهم‌ترین کتابخانه‌های سبزوار آمده است.
علاوه بر این‌ها می‌توان به کتابخانه‌های مراکز آموزش عالی شهرستان و نیز پویندگان افچنگ، شهید امیری شامکان، مصطفی خمینی روداب، بیهقی ششتمد و … در حومه شهرستان اشاره کرد.
| تأسیس | نام                                 | شماره نسخه‌ها | توضیحات                                |
| ۱۳۳۲  | دکتر علی شریعتی                     | ۲۲۱۵۱        | قدیمی‌ترین کتابخانه سبزوار              |
| ۱۳۶۴  | شهید لاجوردی زندان                  | ۵۰۰۰         | عمومی زندان                            |
| ۱۳۶۶  | کتابخانه مرکزی دانشگاه حکیم سبزواری | ۱۲۶۰۰۰       | دانشگاه حکیم سبزواری                   |
| ۱۳۷۳  | حاج ملاهادی سبزواری                 | ۲۳۰۰۰        |                                        |
| ۱۳۷۸  | سرهنگ فرامرز ناوی                   | ۴۰۰۰۰        | ۲۸ جلد کتاب خطی و ۸۲ جلد کتاب چاپ سنگی |
| ۱۳۸۴  | بصیرت                               | ۴۵۰۰         | مخصوص نابینایان                        |
| ۱۳۸۶  | دکتر سید محمد علوی مقدم             | ۱۸۰۰۰        |                                        |
| ۱۳۸۸  | آیت‌الله فقیه سبزواری                | ۵۰۰۰         |                                        |
| ۱۳۸۸  | دکتر سیادتی                         |              |                                        |
| ۱۳۸۸  | امامزاده شعیب                       | ۷۴۰۰         |                                        |
| ۱۳۸۹  | امامزاده حسن کوشک                   | ۹۱۸۱         |                                        |
| ۱۳۸۹  | بیت الهدی                           | ۸۰۰۰         |                                        |
| ۱۳۹۵  | امام رضا (ع)                        | ۴۳۰۰۰        | آستان قدس رضوی                         |

علاوه بر این‌ها می‌توان به کتابخانه‌های مراکز آموزش عالی شهرستان و نیز پویندگان افچنگ، شهید امیری شامکان، مصطفی خمینی روداب، بیهقی ششتمد و … در حومه شهرستان اشاره کرد.

### سینماها
نخستین سالن سینمای سبزوار، میهن نام داشت که با گنجایش تقریبی ۶۰ صندلی در سال ۱۳۱۸ افتتاح شد.
سپس در سال ۱۳۴۰ دو سینمای شهرزاد و سعدی به ترتیب با ظرفیت‌های ۵۵۰ و ۱۰۰۰ نفر و پس از آن، سینما آریا تأسیس شد.
دو سینمای شهرزاد و آریا متعلق به تاجران سرشناس برادران رضایی بود.
همچنین سبزوار دو سینمای روباز داشت.
پس از انقلاب با بسته شدن سینماها و نیز مصادرهٔ اموال برادران رضایی، تنها سینما سعدی باقی ماند و نام آن نیز به سینما بهمن تغییر یافت.

درحال حاضر سینما بهمن تنها سینمای دایر، در سبزوار می‌باشد.

### فرهنگسراها

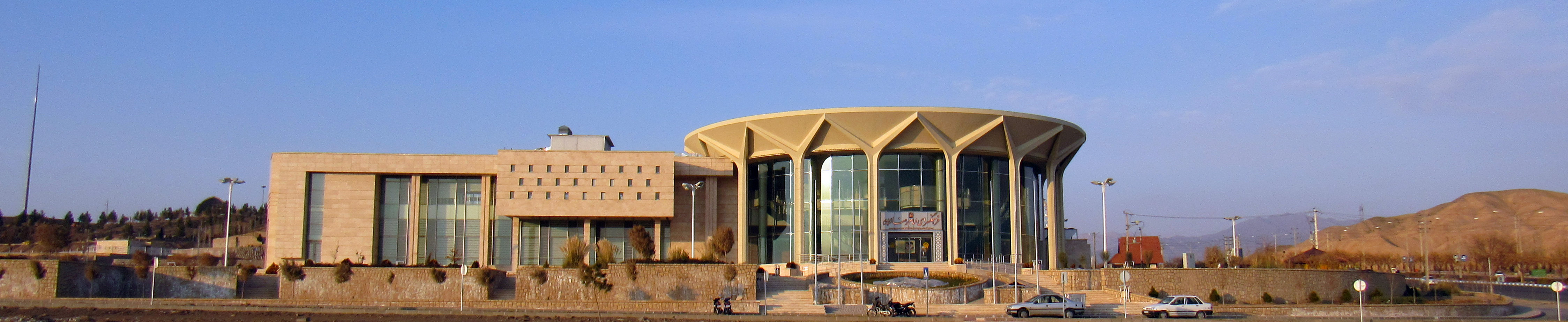
فرهنگسرای سبزوار

از جمله فرهنگسراهای سبزوار می‌توان به
۱- فرهنگسرای اسرار
۲-فرهنگسرای آفتاب
۳-فرهنگسرای آزادگان 
۴- فرهنگسرای امام رضا (ع) اشاره کرد.
فرهنگسرای امام رضا (ع) با زیربنای ۳۵۰۰ متر مربع در زمینی به وسعت ۱۲ هکتار، مجللترین و مجهزترین فرهنگسرای غرب خراسان است که در دی ماه سال ۱۳۹۵ از سوی تولیت آستان قدس شهید رئیسی افتتاح شد.

### موزه‌ها
موزه‌های سبزوار عبارتند از:

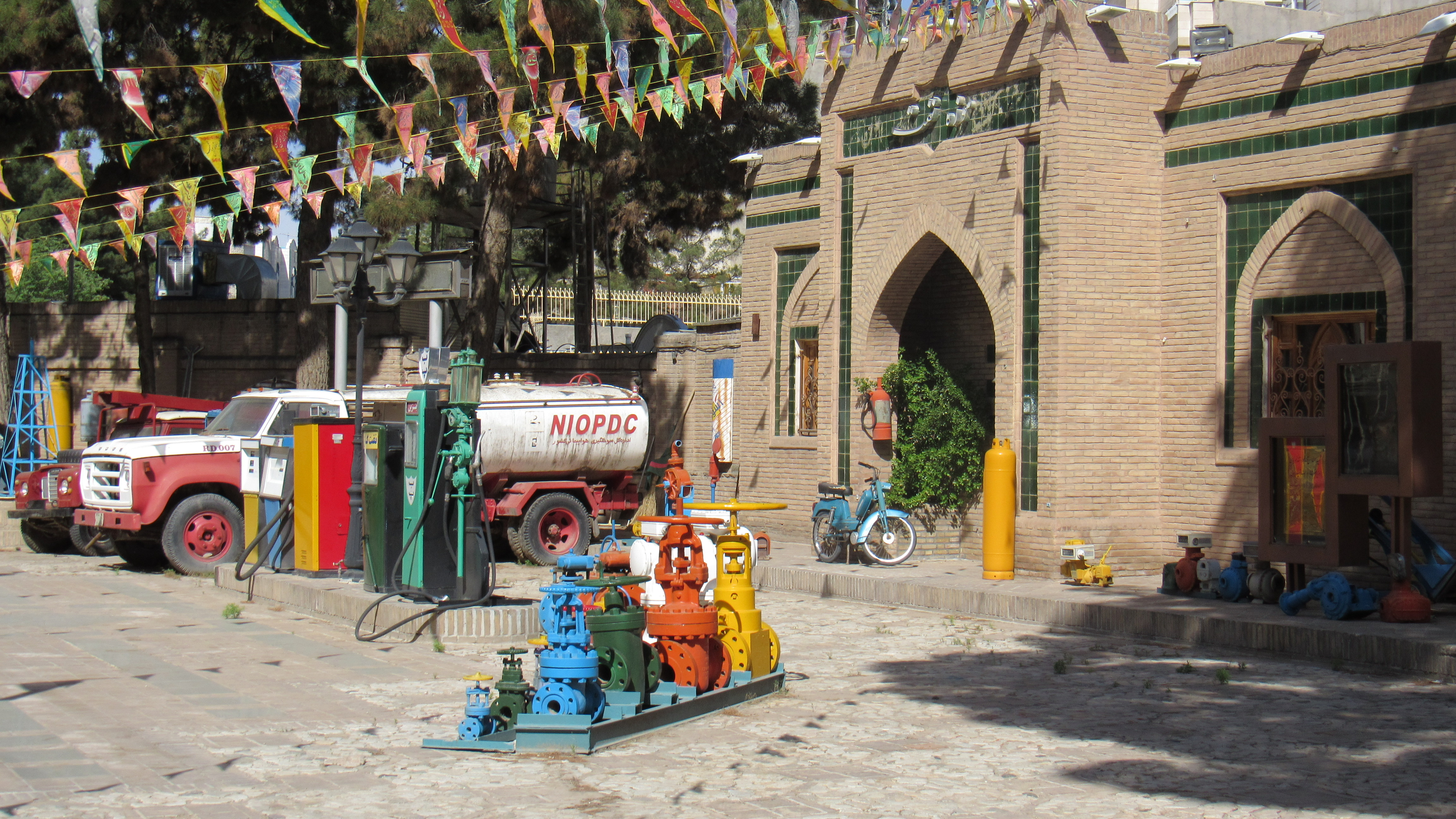
اولین موزه نفت ایران

- موزه شهر: این موزه به مدیریت شهرداری سبزوار در مساحتی حدود ۱۵۰۰ مترمربع دارای چهار سالن شامل: سالن عکس، سالن نمایش اشیا، سالن شنیداری و سالن دیداری است و در ساختمان شماره دو کتابخانه ناوی، واقع شده است.[۱۲۸][۱۲۹]
- موزه حیات وحش
- موزه شهدا
- موزه وقف
- موزه نفت: اولین موزه نفت ایران است که در سال ۱۳۱۸ توسط انگلیسی‌ها در سبزوار ساخته شد.[۱۳۰][۱۳۱] مرکزیت سبزوار در امر ذخیره‌سازی و پخش فراورده‌های نفتی در بخش‌های وسیعی از شمال شرق کشور، از دلایل راه اندازی این موزه بوده است. سبزوار یکی از ۷ شهر غیر مرکز استان در ایران است که از اداره کل پخش فرآورده‌های نفتی مستقل از مرکز استان، برخوردار می‌باشد.[۱۳۲]
- موزه مردم‌شناسی: این موزه داخل کاروانسرای مرحوم فرامرز خان ناوی بوده و بنای آن مربوط به دوره قاجاریه است.[۱۳۳]
- موزه شهید سردار فرومندی[۱۳۴]

## اسطوره‌ها و افسانه‌ها
مردم سبزوار معتقدند جنگ ایرانیان و تورانیان در حوالی سبزوار اتفاق افتاده است. همین‌طور معتقدند گور سهراب در این شهر و در محل فعلی شهرداری سبزوار قرار داشته است و کلاه خود و زره مکشوفه در سال‌های گذشته به موزه آستان قدس رضوی تحویل شده و شهرداری سبزوار در حال حاضر بنای یادبودی بر آن نهاده است. هر چند بسیاری داستان رستم و سهراب را اثری اساطیری می‌دانند. میدان مرکزی شهر تا مدت‌ها «دیو سفید» خوانده می‌شد. در تاریخ بیهقی (تاریخ مسعودی) مطالبی در این خصوص آمده است و در شرح مسافرت شاه طهماسب صفوی به خراسان و گذرش از شهر سبزوار به هنگام اجرای نمایش رستم و سهراب توسط کسانی که برای خیر مقدم به پیشواز شاه آمده‌اند از اینکه مردم سبزوار این‌گونه با شاهنامه و مضامین آن آشنایند متعجب می‌شود.

### آیین‌های سنتی
سبزوار را شهر آیین‌های نستوه گویند و آیین‌های سنتی فراوانی همچون آیین اسب چوبی، آیین ورشرنگ، آیین چادرپوشان حسینیه قنادها و… در این شهر برگزار می‌شود.

آیین کهن اسب چوبی به دوران سربداران بازمی‌گردد و یکی از نمادهای فرهنگی سبزوار است که در بعضی از شهرهای ایران و همچنین در ترکمنستان و تاجیکستان نیز برگزار می‌شود.
آیین چادرپوشان حسینیه قنادها نیز بیش از ۸۰ سال است که در سبزوار برگزار می‌شود که چادر آن را در اصفهان ساخته و با شتر به سبزوار آورده‌اند. بر روی چادر نقوش شیر و شمشیر متأثر از پرچم دوران صفوی دیده می‌شود و به اشعار کلیم کاشانی مزین شده است.
به مناسبت عید غدیر، مراسماتی مانند: اطعام، جشن و… برگزار می‌شود که عنوان «شهر غدیری ایران» نیز برای سبزوار مطرح است.

## مراکز اقامتی
- هتل کاملیا(۲ستاره)
- هتل جهانگردی
- خانه معلم
- مهمانپذیر پارس
- مهمانپذیر رضوی
- مهمانسرای دانشگاه حکیم سبزواری
- مهمانسرای فراجا منطقه سبزوار
- مهمانسرای شرکت پخش فرآورده های نفتی منطقه سبزوار
- مهمانسرای مخابرات سبزوار
- مهمانسرای بانک ملی
- مهمانسرای بانک صادرات
- مهمانسرای بانک سپه

## بهداشت و سلامت
در سال ۱۲۹۸ بیمارستان حشمتیه، به عنوان دومین بیمارستان قدیمی ایران و همچنین اولین بیمارستان در شرق کشور و استان خراسان، توسط قاسم غنی در سبزوار تأسیس شد. این بیمارستان در دهه هشتاد بازسازی و در سال ۱۳۹۴ به بهره‌برداری رسید.
هم‌اکنون سبزوار دومین قطب پرتو درمانی شرق کشور و نیز دومین شهر دارای درمانگاه سوختگی پس از مشهد است.

سبزوار یکی از ۱۶ شهر غیرمرکز استان دارای دانشگاه علوم پزشکی مستقل از مرکز استان می‌باشد و همچنین نوزدهمین پایگاه اورژانس هوایی کشور در بیمارستان دکتر واسعی سبزوار مستقر است. این پایگاه پوشش دهنده شهرستان‌های غرب خراسان رضوی و جنوب خراسان شمالی است.
بیمارستان‌های سبزوار عبارتند از:
- بیمارستان فوق تخصصی حشمتیه
- بیمارستان محمد واسعی
- بیمارستان شهیدان مبینی[۱۴۴]
- بیمارستان امداد شهید بهشتی
- بیمارستان کودکان صعب العلاج خیریه حضرت علی‌اصغر(درحال احداث)
- کلینیک سجاد فراجا
- پلی کلینیک تامین اجتماعی
- درمانگاه شبانه روزی فرهنگیان
- درمانگاه شبانه روزی امام رضا
- درمانگاه شبانه روزی شفا
- درمانگاه شبانه روزی دانشگاه آزاد
- درمانگاه شبانه روزی سهرابی
- درمانگاه شهیدباغانی
- درمانگاه امام حسین

## دانشگاه‌ها و مراکز آموزش عالی

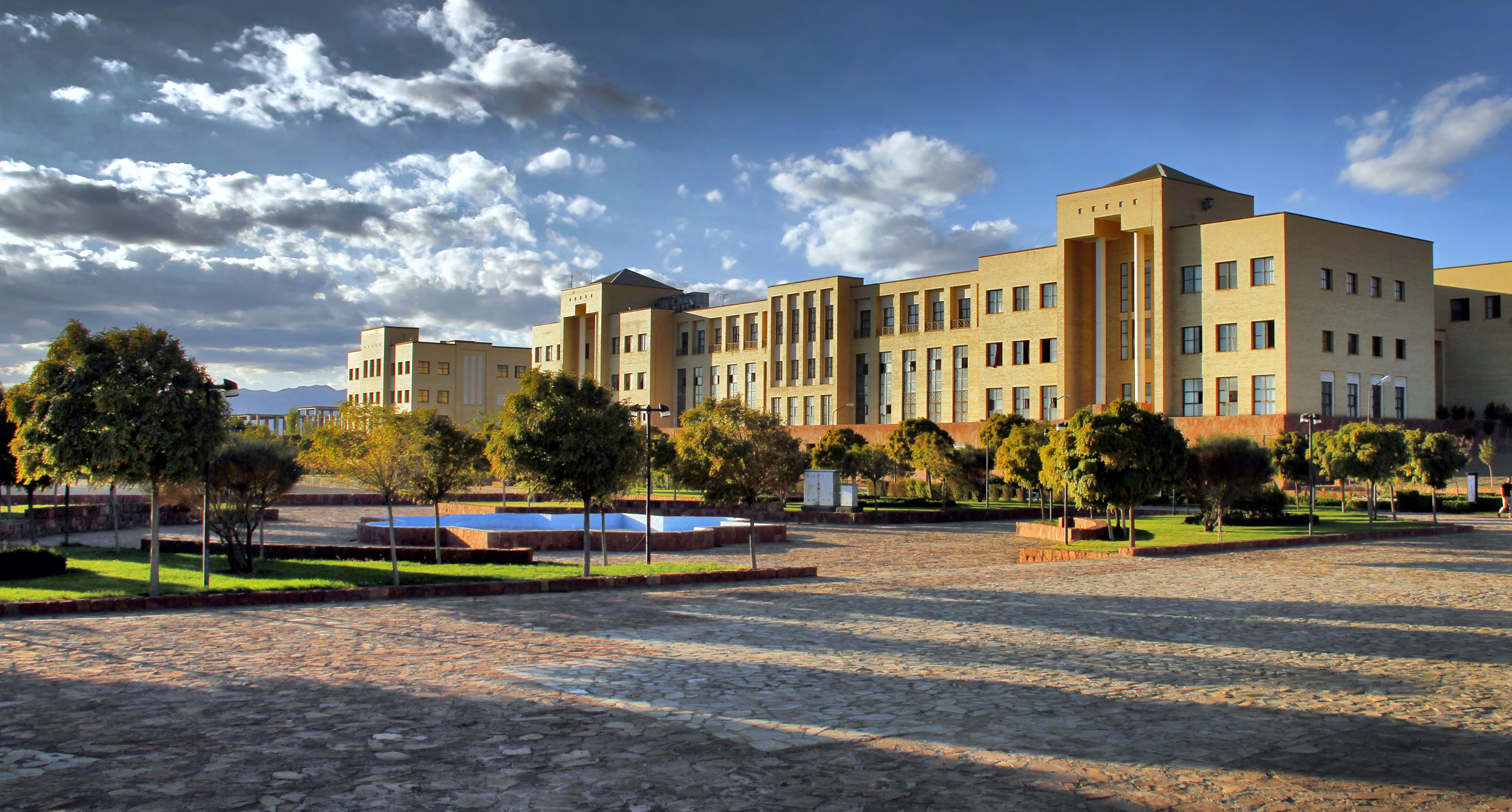
نمایی از دانشکده ادبیات و علوم انسانی دانشگاه حکیم سبزواری

سبزوار هم‌اکنون بیش از ۲۵ هزار دانشجو دارد و از سابقه طولانی در حوزه آموزش عالی برخوردار است. اولین دانشگاه در این شهرستان دانشگاه کار بود که در سال ۱۳۵۴ تأسیس شد و پس از پیروزی انقلاب منحل گردید. در سال ۱۳۶۶ دانشگاه تربیت معلم سبزوار به عنوان شعبه‌ای از دانشگاه تربیت معلم تهران در سبزوار تأسیس شد.
مأموریت ملی تاب آوری فرهنگی را دانشگاه سبزوار بعهده گرفت. این مأموریت با هدف ایجاد همبستگی، افزایش آگاهی و آموزش مهارت‌های لازم برای سازگاری و پیشرفت در شرایط مختلف طراحی شده است. مأموریت ملی تاب آوری  که توسط دانشگاه حکیم سبزواری رهبری می‌شود، بر محورهایی مانند شناسایی مولفه‌های هویتی، آموزش مهارت‌های سازگاری، و ترویج ارزش‌های فرهنگی و تاریخی شکل گرفته است.
از جمله اهداف کلیدی آن می‌توان به کاهش آسیب‌پذیری جامعه در برابر تهدیدات فرهنگی، افزایش امنیت اجتماعی، و تقویت پیوندهای میان افراد اشاره کرد.
این برنامه پس از تصویب وزارت علوم در مهرماه ۱۴۰۳ به دانشگاه سبزوار واگذار شد و به عنوان یک الگوی ملی برای سایر نهادها مطرح گردید.
مأموریت ملی تاب آوری مبتنی بر فرهنگ، ترویج ارزش‌های فرهنگی و اجتماعی به منظور تقویت قدرت جامعه در مواجهه با چالش‌ها و بحران‌هاست. تاب‌آوری فرهنگی هویت‌محور با تکیه بر ظرفیت‌های فرهنگی و مشاهیر منطقه» و نیز «توسعه زنجیره ارزش ماشین‌های الکتریکی توان بالا» را به عنوان ماموریت‌های جدید دانشگاه سبزواردر مهرماه ۱۴۰۳ ابلاغ شده است. 
دانشگاه تربیت معلم سبزوار با انتقال به ساختمان جدید، به دانشگاه حکیم سبزواری تغییر نام یافت. سبزوار دومین قطب دانشگاهی خراسان رضوی پس از مشهد است.
برخی از مهم‌ترین دانشگاه‌ها و مراکز آموزشی سبزوار عبارتند از:
- دانشگاه علوم پزشکی سبزوار
- دانشگاه ملی مهارت
- دانشگاه حکیم سبزواری
- دانشگاه آزاد اسلامی سبزوار
- دانشگاه پیام نور سبزوار
- دانشکده علوم قرآنی
- دانشگاه علمی کاربردی سبزوار
- مؤسسه غیرانتفاعی ابن یمین
- مؤسسه غیرانتفاعی بیهق

## اقتصاد

### تجارت

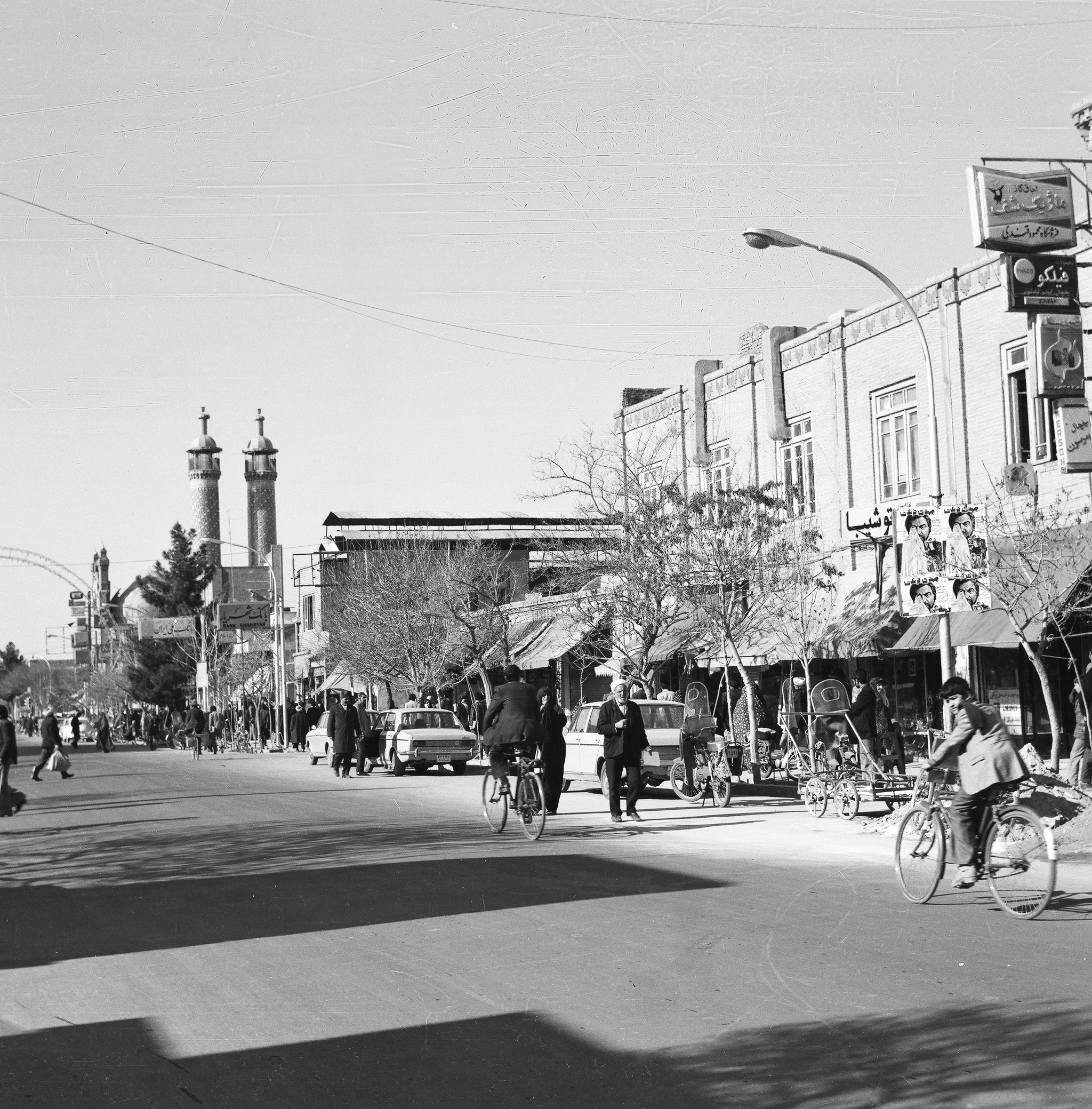
نمایی از خیابان بیهق در سبزوار و بانک شهریار در کنار بانک ملی ایران

در سفرنامه‌ها و کتب تاریخی به رونق تجارت در سبزوار اشاراتی شده است. در نزهةالقلوب آمده: «بازارهای فراخ و خوب در سبزوار است و راه‌های این شهر، منزلگاه صاحبان حرف کوچک، همچون آهنگران، پارچه‌بافان و معاملان بزرگ است.»

یا لرد کرزن انگلیسی در کتاب خود نوشته: «کار تجارت در سبزوار رونق فراوان یافته … یک تجارتخانه ارمنی در آنجاست که از طریق استرآباد و بندرگز، با روسیه تجارت دارد، پنبه و پشم صادر و قند و چیت وارد می‌کند.»
در گزارش‌های حسینقلی مقصودلو در سال ۱۳۴۳ هـ. ق به مراجع انگلیسی آمده است: «یک هفته است تجار سبزوار از استرآباد خرید پنبه می‌نمایند، خرواری صد تومان می‌خرند و حمل به هندوستان می‌شود.»
و در گزارش دیگری نوشته: «از شکر سفید، قند درست کرده، تراکمه بی‌نهایت خریده حمل به روسیه می‌نمایند.»
ازاین رو تجارت در سبزوار اهمیت فراوان داشته و تاکنون نیز تاجران بسیاری از دامان سبزوار برخاسته‌اند.
از جمله تاجران سرشناس سبزوار، می‌توان به برادران رضایی و محمدصادق سبزواری اشاره کرد. برادران رضایی معروف به سلاطین کرومیت، کارخانجات بسیاری در ایران راه‌اندازی کردند که به موجب آن، مدال آبادانی و نشان درجه یک آبادانی، از سوی محمدرضا شاه دریافت نمودند.
هم‌اکنون نیز سبزوار تعیین‌کننده قیمت جهانی زیره و صادرکننده محصولاتی چون زیره سبز، پسته،خاویار،تخمه ژاپنی، پنبه، خشکبار، سالامبور،پشم و کرک به کشورهای امارات، عربستان، عراق وکویت است.

### تأسیس بانک
اولین بانک در سبزوار توسط توماس تومانیان راه اندازی شد.
پس از آن سناتور علی رضایی، بانک شهریار را تأسیس کرد که بعد از انقلاب و مصادره شدن اموال برادران رضایی، با بانک تجارت ادغام شد.
در آمار سرشماری سال ۱۳۵۵ تعداد بانک‌های سبزوار ۱۰ عدد است که نسبت به تعداد بانک‌های مشهد تنها یک بانک اختلاف دارد.

## ورزش

### هندبال

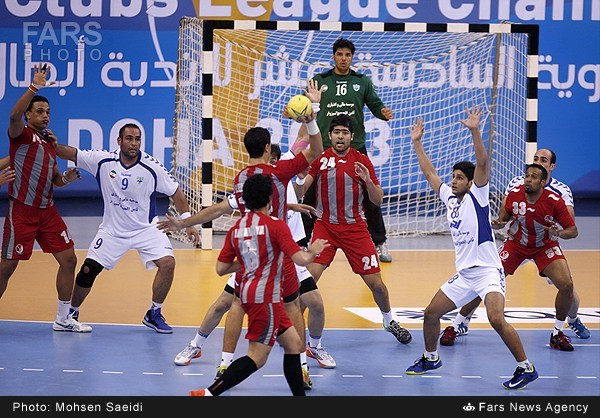
مصاف ثامن‌الحجج سبزوار با لخویای قطر در چهارچوب جام باشگاه‌های آسیا در آبان ۱۳۹۲

ورزش هندبال در سبزوار به سال ۱۳۴۷ بازمی‌گردد که تیم سبزوار هشت سال پیاپی قهرمان آموزشگاه‌های خراسان بود تا اینکه نخستین مدرسه هندبال ایران در سال ۶۱ در سبزوار تأسیس شد و موجب شد تا سبزوار ۱۰ سال قهرمان مطلق ایران باشد.

در دهه ۷۰ سبزوار با نام پیکان در مسابقات حضور پیدا کرد و در آن سال‌ها موفق به کسب ۲ مقام قهرمانی، ۲ نایب قهرمانی و یک مقام سومی شد.
سپس تیم سبزوار با نام ثامن‌الحجج به کار خود ادامه داد و هندبال آقایان ۳ دورهٔ متوالی و هندبال بانوان آن ۵ دورهٔ متوالی قهرمان لیگ برتر بود. همچنین تیم هندبال سبزوار بارها نمایندهٔ ایران در مسابقات آسیا بوده است.
هم‌اکنون تیم پیکان سبزوار به‌عنوان تنها نماینده شمال شرق کشور، در فصل ۱۴۰۱–۱۴۰۲ رقابتهای لیگ برتر هندبال مردان ایران، حضور دارد.
سبزوار مهد هندبال ایران لقب گرفته است و تاکنون بالغ بر ۶۵ مقام اول تا سومی در مسابقات مختلف را در کارنامه خود دارد.
```

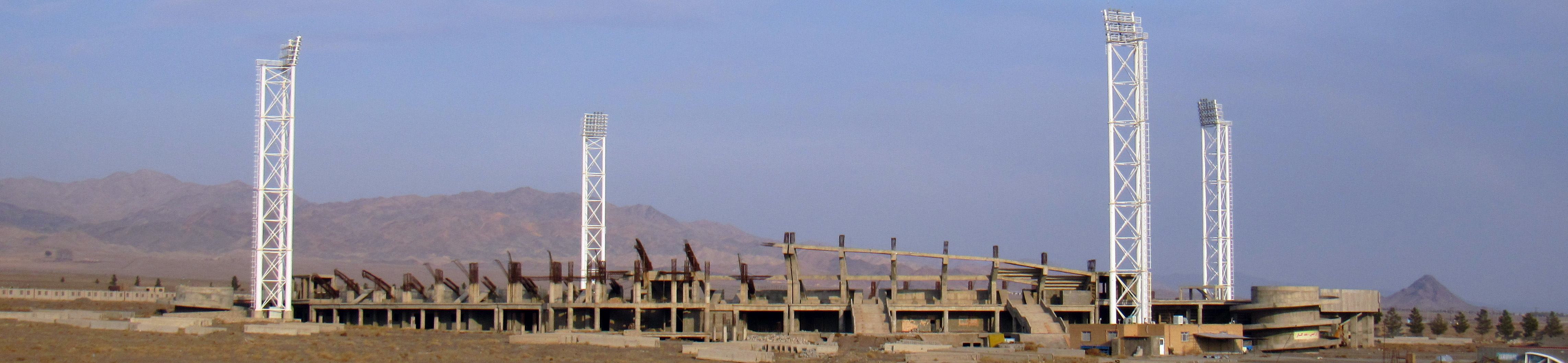
استادیوم سربداران سبزوار - درحال ساخت…

ورزشگاه ۱۵ هزار نفری که فاز نخست آن شامل زمین چمن مصنوعی، پیست تارتان دو و میدانی و بخش از جایگاه تماشاگران و رختکن، در سال ۱۳۹۹ با دستور حسن روحانی، رئیس‌جمهور وقت، افتتاح شد و بقیه فازهای آن در دست ساخت است.
```

### فوتسال
تیم نیکتا چوب سبزوار در لیگ دسته دوم فوتسال مردان کشور و تیم عظیم گستر سبزوار در لیگ دسته دوم فوتسال بانوان کشور حضور دارند.
همچنین علی اکرمی، فوتسالیست سبزواری تیم کراپ الوند قزوین، چندین بار به اردوی تیم ملی فوتسال بزرگسالان ایران دعوت شده و در رقابتهای مختلف، پا به توپ شده است.
فاطمه ابارشی و سمیرا ابوالحسن دو فوتسالیست سبزواری نیز، به عضویت تیم ملی بانوان فوتسال ناشنوایان کشورمان درآمده اند.

### کشتی آزاد
نخستین عنوان قهرمانی استان خراسان رضوی در لیگ برتر کشتی باشگاه‌های کشور توسط تیم سبزوار کسب شد و توانست سه سال متوالی قهرمان لیگ برتر کشتی آزاد ایران بماند.

### والیبال نشسته
تیم والیبال نشسته ثامن‌الحجج سبزوار در سال ۹۲ بدون شکست در جام باشگاه‌های آسیا قهرمان شد و سهمیه حضور در مسابقات باشگاه‌های جهان را نیز کسب کرد. هم‌اکنون مهدی بابادی از سبزوار در تیم ملی والیبال نشسته ایران، عضویت دارد.

### موتورسواری و اتومبیل‌رانی
موتورسواری از جمله محبوب‌ترین ورزش‌ها در سبزوار می‌باشد. پیست موتور کراس سبزوار در سال ۹۴ میزبان مسابقات چندجانبه موتورکراس شرق کشور بود.

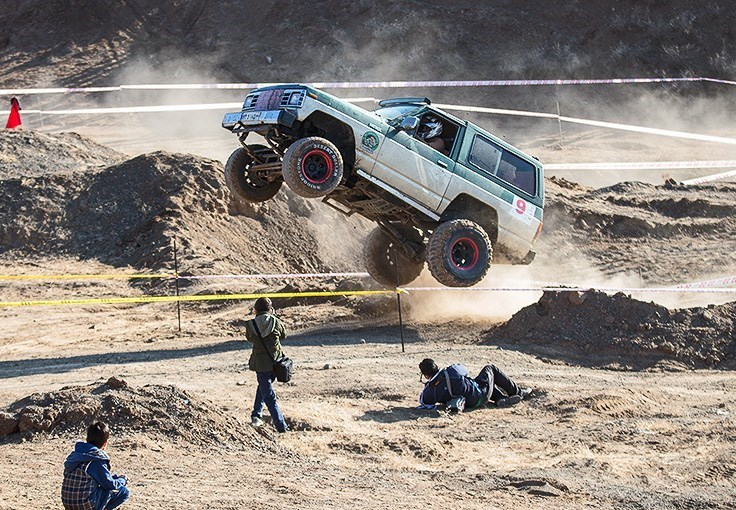
مسابقات آفرود در سبزوار

همچنین پیست اتومبیلرانی سبزوار که با همکاری ارتش جمهوری اسلامی ایران ساخته شده در سال ۹۴ میزبان مسابقات کشوری اتومبیل‌رانی آفرود بود.
در فروردین ماه ۹۶ مسابقات اسلالوم کشنده‌ها (تریلی) برای دومین بار در سطح شهرستان در سه کلاس، تک‌محور، جفت‌محور و بانوان برگزار شد.

### ورزش باستانی
بیش از ۵۰۰ ورزشکار در رشته ورزشهای پهلوانی و زورخانه‌ای در هفت زورخانه سبزوار فعال هستند. زورخانه‌های سبزوار از جمله قدیمی‌ترین زورخانه‌های خراسان رضوی است و بزرگانی همچون فرامرز نجفی تهرانی و زنده یاد سید حسن نقیب زاده و بسیاری دیگر از دامان سبزوار برخاسته‌اند.

### کشتی با چوخه، پارکور و
سبزوار تاکنون توانسته است عناوین قهرمانی و نایب‌قهرمانی بسیاری در رشته‌هایی نظیر کشتی با چوخه، و… کسب نماید و جایگاه خویش را به عنوان یکی از قطب‌های ورزشی شرق کشور تثبیت نماید.
در مسابقات بین‌المللی نیز در رشته تک حرکت پرس‌سینه علی خسروی‌پویا به مقام قهرمانی جهان دست یافت.

از ورزش‌های محلی در سطح شهر، می‌توان به کوهنوردی، پارکور و نیز تیم‌های محلی بسکتبال خیابانی و فوتسال اشاره کرد که گاهی در جام رمضان و دیگر جام‌های مناسبتی با یکدیگر به رقابت می‌پردازند.

هرساله تیم‌های صخره‌نوردی بسیاری از سراسر کشور برای پیمایش کوه‌ها و آبشارهای صعب‌العبور بفره در شمال غربی سبزوار به این شهرستان مراجعه می‌کنند.

## حمل و نقل
سبزوار بر سر شاهراه مواصلاتی کشور قرار گرفته و جاده‌های ۴۴، ۸۷ و آزادراه در حال احداث حرم تا حرم از آن عبور کرده و نیز بزرگراه ترانزیتی ترکمنستان - قوچان - سبزوار از مسیر سبزوار به دیگر نواحی داخلی کشور هدایت می‌شود.

به منظور جلوگیری از عبور و مرور ماشین‌های ترانزیت از داخل شهر به تازگی از طریق بزرگراه شرق سبزوار انجام می‌شود و از این طریق ماشین‌های سنگین به کمربندی جنوب (آیت الله العظمی سید عبدالاعلی سبزواری) منتقل می‌شوند. کمربندی شمال شهر نیز تحت عنوان بزرگراه‌های شرق هشت بهشت، شمال ابریشم وغرب غدیر هم‌اکنون زیر بار ترافیکی رفته است.بزرگراه شهدای هسته‌ای (توحیدشهر) طویل‌ترین و عریض‌ترین گذر درون‌شهری سبزوار است که از شمال به جنوب کشیده شده است.

#### فاصلهٔ سبزوار با شهرهای بزرگ
| نام شهر | فاصله (کیلومتر) |
| ------- | --------------- |
| اصفهان  | ۹۱۸             |
| اهواز   | ۱۳۶۴            |
| تبریز   | ۱۳۰۰            |
| تهران   | ۶۷۰             |
| شیراز   | ۱۱۷۶            |
| مشهد    | ۲۳۰             |
| کرمان   | ۸۲۸             |

### حمل و نقل درون‌شهری

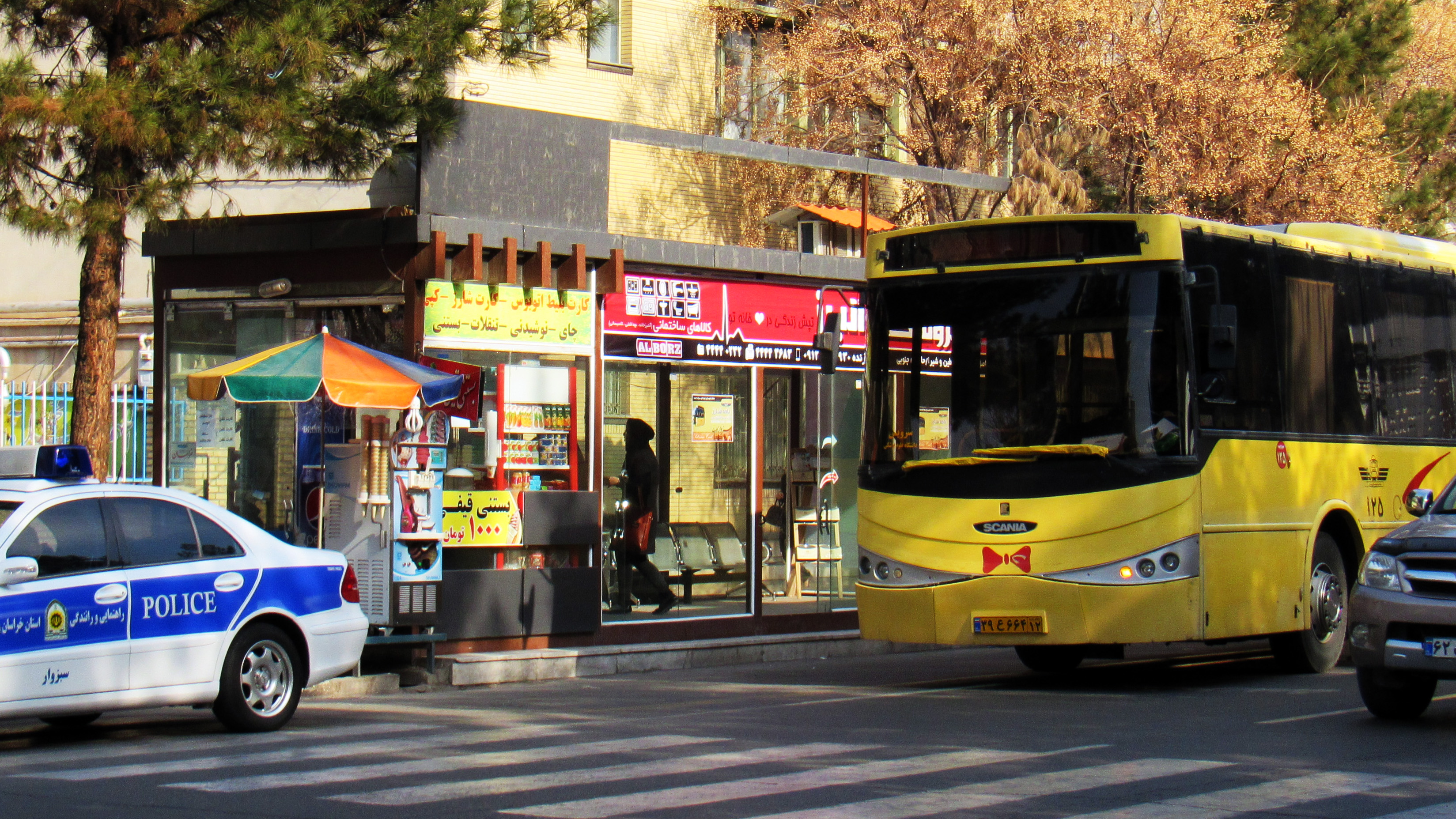
اتوبوس درون‌شهری سبزوار

#### اتوبوسرانی
سازمان اتوبوسرانی سبزوار در سال ۱۳۷۱ تأسیس گردید و هم‌اکنون با تعداد ۱۵۰ دستگاه اتوبوس و در ۱۶ خط روزانه حدود ۸۰ هزار نفر مسافر درون‌شهری را جابه‌جا می‌نماید. بهره‌مندی از خطوط نیازمند کارت بلیطی الکترونیکی تحت عنوان سبزوار کارت می‌باشد.

#### تاکسیرانی
حدود دوهزار تاکسی سواری با کاربری‌های خطی، گردشی، بی‌سیم، پایانه و فرودگاه در سبزوار روزانه افزون بر ۱۰۰هزار مسافر را در سطح شهر جابه‌جا می‌نمایند.
در حال حاضر تعداد تاکسی‌های بی‌سیم فعال در شهر سبزوار ۱۲۰ دستگاه است.

### حمل و نقل برون‌شهری

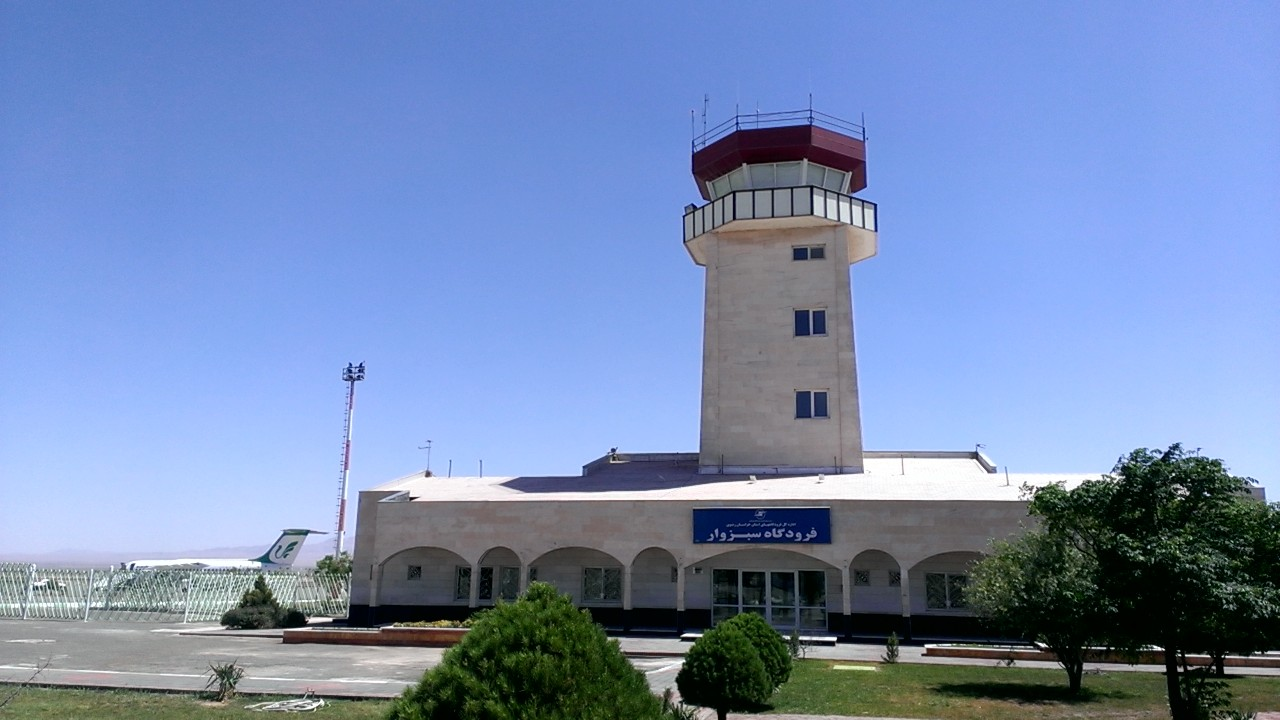
فرودگاه سبزوار

#### فرودگاه
در سال ۱۳۸۲ فرودگاه سبزوار افتتاح شد و اکنون دارای پروازهای بین‌المللی است و تنها فرودگاه موجود در خراسان رضوی است که پس از فرودگاه مشهد به جابجایی مسافر می‌پردازد. این فرودگاه که قبلاً در سال‌های ۹۰ و ۹۱ پروازهای خارجی به دمشق و بغداد را تجربه کرده است، هم‌اکنون ۲ روز در هفته، دارای پرواز مستقیم رفت و برگشت به تهران و جزیره کیش می‌باشد. این فرودگاه در اردیبهشت ۱۳۸۵ به عنوان مرز مجاز هوایی شناخته شد
و در سیزدهم دی ماه ۱۳۸۹ نیز به صورت ۲۴ ساعته عملیاتی شد.

#### راه‌آهن
راه‌آهن اتصالی سبزوار به شبکه ریلی کشور از ایستگاه سلطان‌آباد منشعب و به شهر سبزوار متصل می‌شود. طول این مسیر در حدود ۴۵ کیلومتر می‌باشد و در دست ساخت است. این مسیر در ادامه به بردسکن، کاشمر و تربت حیدریه امتداد خواهد یافت و به راه‌آهن مشهد - بافق - بندرعباس و مشهد - بیرجند - زاهدان متصل خواهد شد.

#### پایانه مسافربری
پایانهٔ مسافربری سبزوار با زیربنای ۴۰۰۰ مترمربع در زمینی به وسعت ۱۰ هکتار در سال ۱۳۷۶ احداث شده است. این پایانه هم‌اکنون ۷ شرکت مسافربری فعال داشته و روزانه به بسیاری از شهرها از جمله تهران، اصفهان، قم، کرج، مشهد، گرگان، ساری، بجنورد، سمنان، کاشمر و دیگر شهرهای منطقه سرویس‌دهی می‌نماید.
همچنین تاکسی‌های برون‌شهری زیر نظر این پایانه به جابه‌جایی مسافر به شهرهایی همچون قوچان، اسفراین، جوین و… می‌پردازند.

## شهرهای خواهرخوانده
سبزوار در اسفند ماه ۱۳۹۳ به عضویت مجمع شهرداران آسیایی درآمد
و نیز با دو شهر جهان خواهرخوانده است:
| زمان | کشور      | شهر خواهرخوانده |
| ---- | --------- | --------------- |
| ۲۰۱۰ | ایران     | کاشان           |
| ۲۰۱۷ | افغانستان | هرات            |